# 天津日租界
天津日租界（日語：天津日本租界），是日本政府于清朝晚期在天津的九国租界之一，同时也是近代中国日本在华租界中最大和惟一较繁荣的日租界，租界内建筑的繁华程度“已经超过部分日本内地的中等城市”。
天津日租界位于天津老城东部、海河以南，最初面积0.34平方公里，后经多次扩展，至1938年总面积达1.5平方公里左右。天津日租界是在《天津日本租界条款》《天津日本租界续立条款》等不平等条约基础上设立的，是日本在中国境内最重要的租界之一，也是当时日本在华北政治、经济与军事影响力的重要体现。
天津日租界拥有独立于中国政府的司法与警察权，设有独立的行政机构。日本驻天津总领事馆领导下的日本警察署、日本驻屯军等和天津日本居留民团、天津共益会等侨民自治机构构成了日租界内的治理体系。日租界内设有日本银行、学校、医院、佛寺、商会及大量工业企业，成为当时日本侨民在中国北方聚居与活动的中心。
天津日租界除日本侨民外，还吸引了一批亲日权贵入住，如溥仪、段祺瑞、陆宗舆、曹汝霖、郑孝胥、高凌霨等，成为遜清皇室流亡小朝廷的所在地。1931年11月，为扶持满洲国傀儡政权，天津特务机关长土肥原贤二在天津日租界策划并实施了天津事变，将居住于日租界张园的溥仪秘密护送至东北。
天津日租界存在时间为1898年至1945年。1943年1月9日，为抢在英美之前主动交还租界以争取政治主动权，日本签署《日华关于交还租界及撤废治外法权之协定》，将天津日租界形式上交换汪精卫政权，改名为“兴亚第一区”。1945年日本战败投降后，中华民国国民政府收复沦陷区并宣布收回天津日租界，并组织清理敌产。
1949年之后，原天津日租界的房产转为公有，重新分配为政府、企业，亦有院落由居民杂居。随着天津城市的发展，原天津原日租界虽然地处城市中心地带，但长期未获足够重视，面临衰落的困境，2011年，原天津日租界区域被纳入鞍山道历史文化街区保护规划，目前该区域保留有部分建筑被列入重点保护与特殊保护风貌建筑。

## 历史

### 划定与扩充

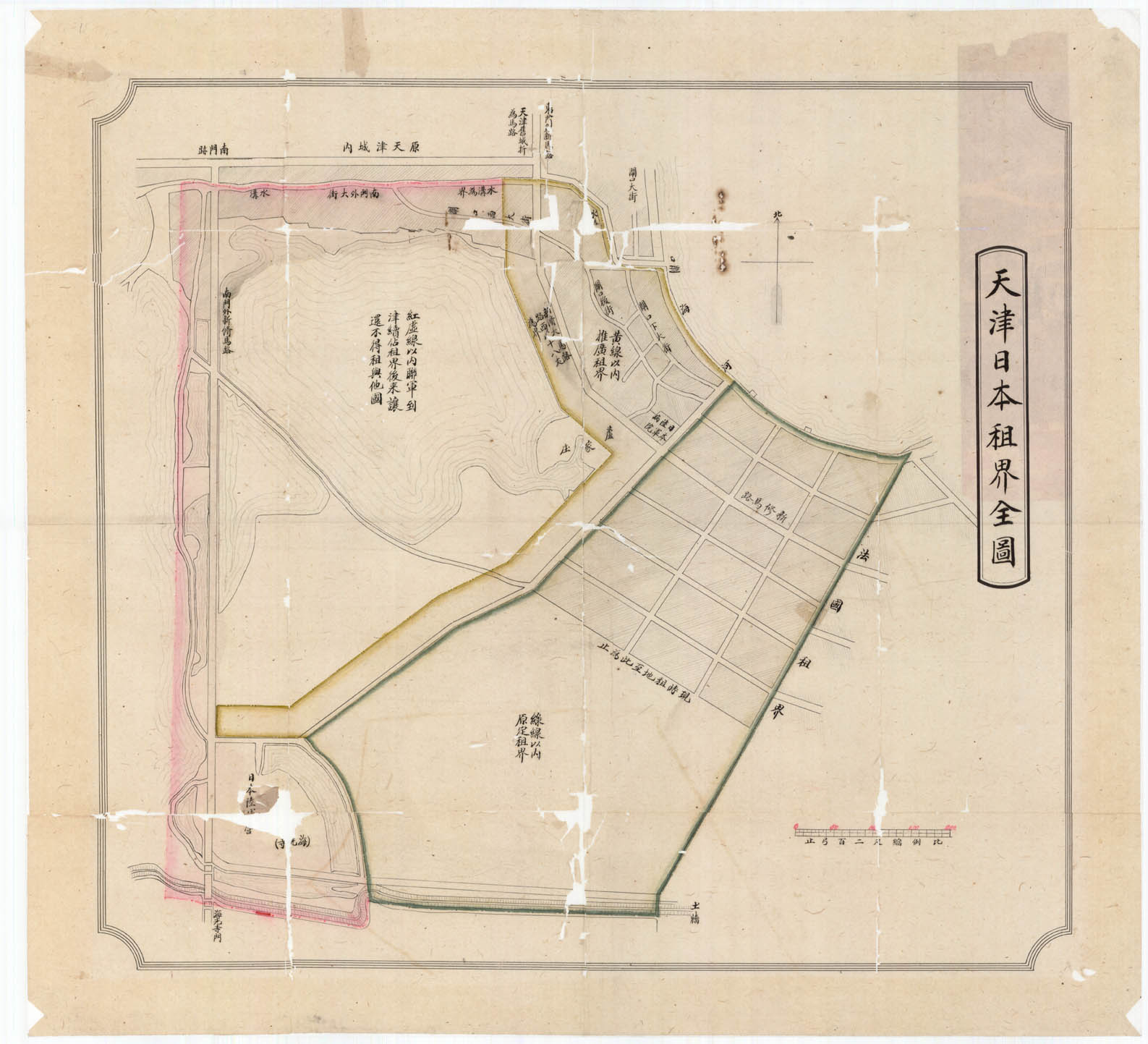
天津日本租界全圖

日本在天津设立租界的历史始于甲午战争之后。1896年10月19日，清朝总理各国事务大臣荣禄、钦差大臣張蔭桓与日本特命全权大臣林董在北京签订《公立文凭》。该文凭第三款规定：“中国政府亦允，一经日本政府咨请，即在上海、天津、厦门、汉口等处设日本专管租界”:686。这一条款为日本在天津设立租界提供了法律依据。
同年11月22日，日本驻华公使矢野文雄抵达天津，与北洋大臣、直隶总督王文韶商议设立租界事宜。此后，两国围绕租界问题展开了近两年的交涉。1897年10月17日，日本政府正式照会清政府，提出日租界的具体范围。
1898年8月29日，中日双方签订《天津日本租界条款》和《另立文凭》，其中第三款明确规定：“允许日本在天津设立专管租界。”所划定的范围为：“东界以福音堂之北界起，沿河至溜米厂、邢家木厂之北横街河沿止，计长八十五丈；南界由福音堂之北界起，划一直线向西至土墙止，距英新界一百五十丈；北界由溜米厂、邢家木厂之北横街河沿起，现有道路绕出屋后空地计零丈，向西直至现有道路，迤逦向西至海光寺东南角河沟外，顺路抵土墙止。所有沿路之界址，均留地三丈，以备筑路展宽之用。再由该处土墙迤下至南界计零丈。西南两界，遂均以土墙为止，然须留出五丈道路。"另据《另立文凭》规定：“中国允将溜米厂至朝鲜公馆南墙路外，沿一直线西接日本既定界址，作为日本预备租界。”同时，第二款还规定：“中国允在德国租界以下划一地段，为日本轮船停泊码头。”:798
同年9月21日，日本驻天津领事郑永昌与津海关道李珉琛在天津签订《天津日本租界续立条款》，并附《续立文凭》。其中对租界及预备租界内的道路建设、税关事务、地价与房价，以及警察与治安管理等作出规定。日本据此取得在租界内的司法与警察权:194-195。
1901年1月5日，郑永昌又擅自宣布扩大租界范围，拟将原日本租界向天津府城东南方向扩展。其界限为：东北自闸口起，沿海河向下延伸至法租界；西北自闸口向西，沿城濠蜿蜒至南门外；西南自南门向南延至海光门；再由海光门沿土墙画直线至海河，与法租界相接。

### 初创时期(1898-1911年)
天津日租界所处的区域，原为天津城东南部的一片沼泽地。由于开发难度较大，天津英租界和天津法租界在19世纪60年代设立时均避开了此地。在天津日租界划定之后，由于日本国力有限，主要精力仍集中于国内发展，未能对租界进行充分开发。加之早期旅居天津的日本侨民多为小商人，经济实力薄弱，自身生计亦颇为艰难，难以承担大规模开发这片荒芜沼泽地的重任。因此，天津日租界在初期几乎无人问津，甚至“设立后的两年间，无一日本人定居于此”。大多数日本侨民仍选择在天津英租界和法租界内租用民房开设店铺。
1899年，日本政府采纳时任天津领事郑永昌的意见，制定了租界经营方针。1900年3月，日本政府发布了《租界经营事务所官制》及相关法令，设立日本专管居留地经营事务所，地址位于天津闸口大街。事务所由领事郑永昌兼任所长，长崎武夫任工程师，西古小吉、增田又七任技术员，大枝义祜任书记，负责土地收购、设计及第一期填埋工程。
1902年，东京建物株式会社承接了租界开发工程，开始实施填土垫地。1903年以后，日本方面陆续在租界内开展大规模填筑工程，使该地区逐渐具备开发与建设条件。

### 发展与繁荣时期(1912—1931年)

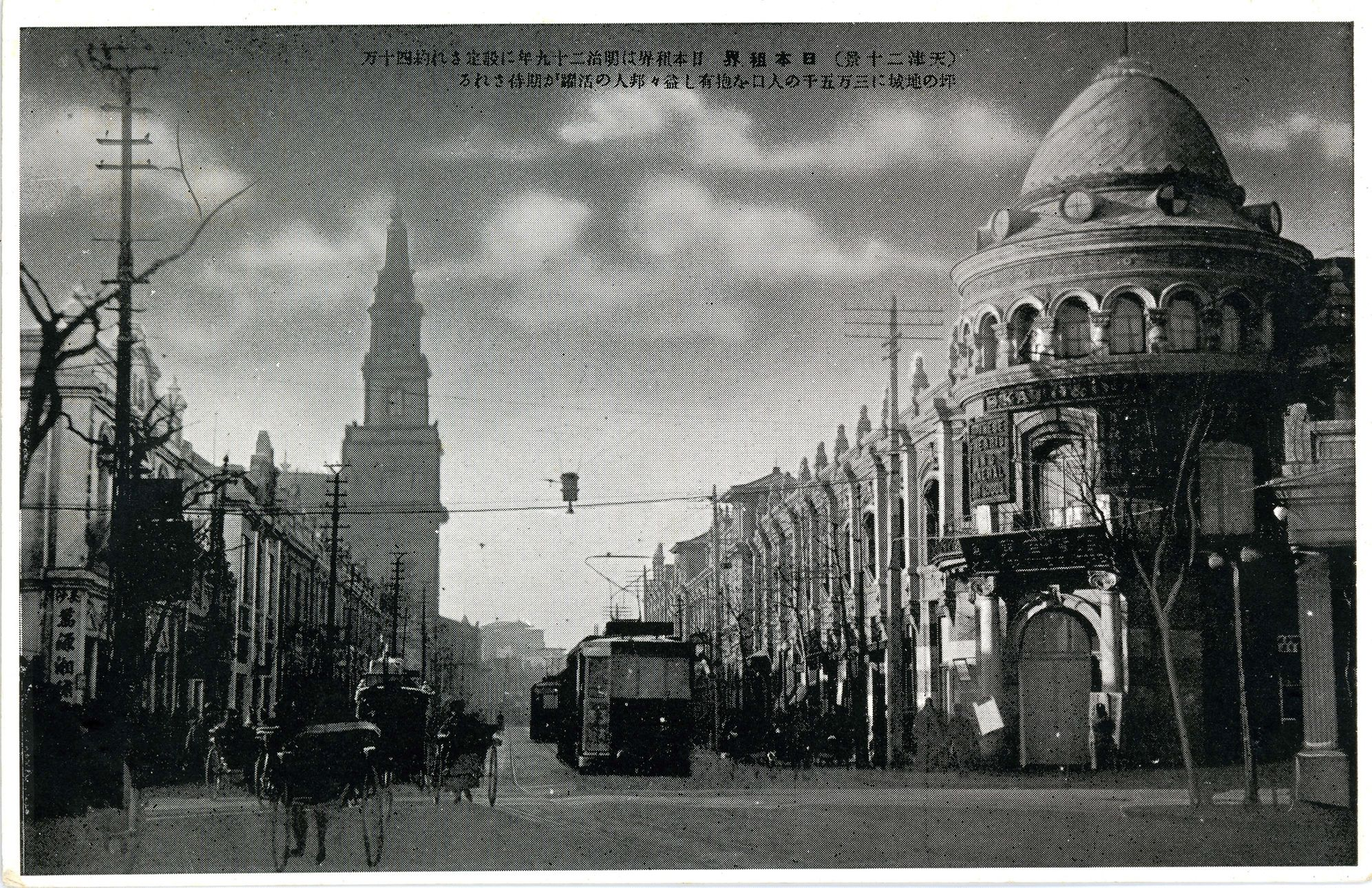
天津日租界街景

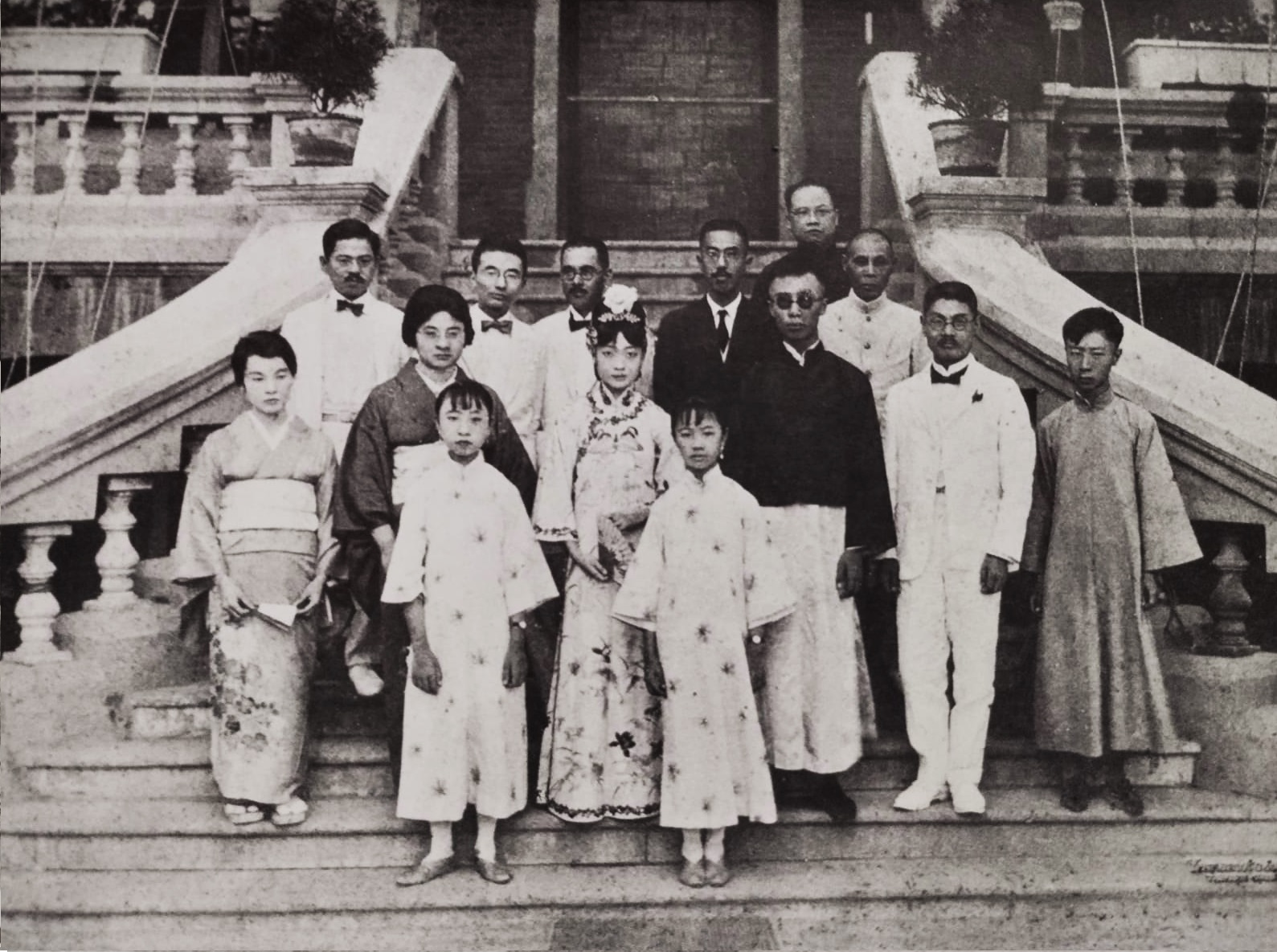
溥仪及家眷在天津日租界内张园

1911年辛亥革命以后，华界频繁发生战乱与动荡，大批市民和商人纷纷迁入各国租界，其中日租界因地理位置临近华界，成为最早的主要迁居地。与此同时，天灾人祸导致大量政治难民与灾民涌入天津，这不仅刺激了城市建设，也推动了各国租界的发展。由于天津日租界与中国街区接壤，更成为重要的避难所。1913年，《天津日租界居留民会议事录》记载：“自1911年辛亥革命以来，移居到我租界的中国人日渐增多，且我侨民的人数也在稳步增加，未来我租界无疑会更加发展。”
1931年11月，因应九一八事变后日本在中国东北的侵略行动，天津特务机关长土肥原贤二在天津日租界策划并实施了一系列秘密行动，意在将居住于张园的溥仪秘密护送至东北，史称天津事变。这些行动包括情报布控、护送路线安排及与关东军的协调，旨在掩盖溥仪行踪并确保其安全转移。最终，溥仪于当月脱离天津前往东北，并于翌年在日本扶植下成为满洲国的傀儡皇帝。

### 畸形繁荣时期(1932—1937年)

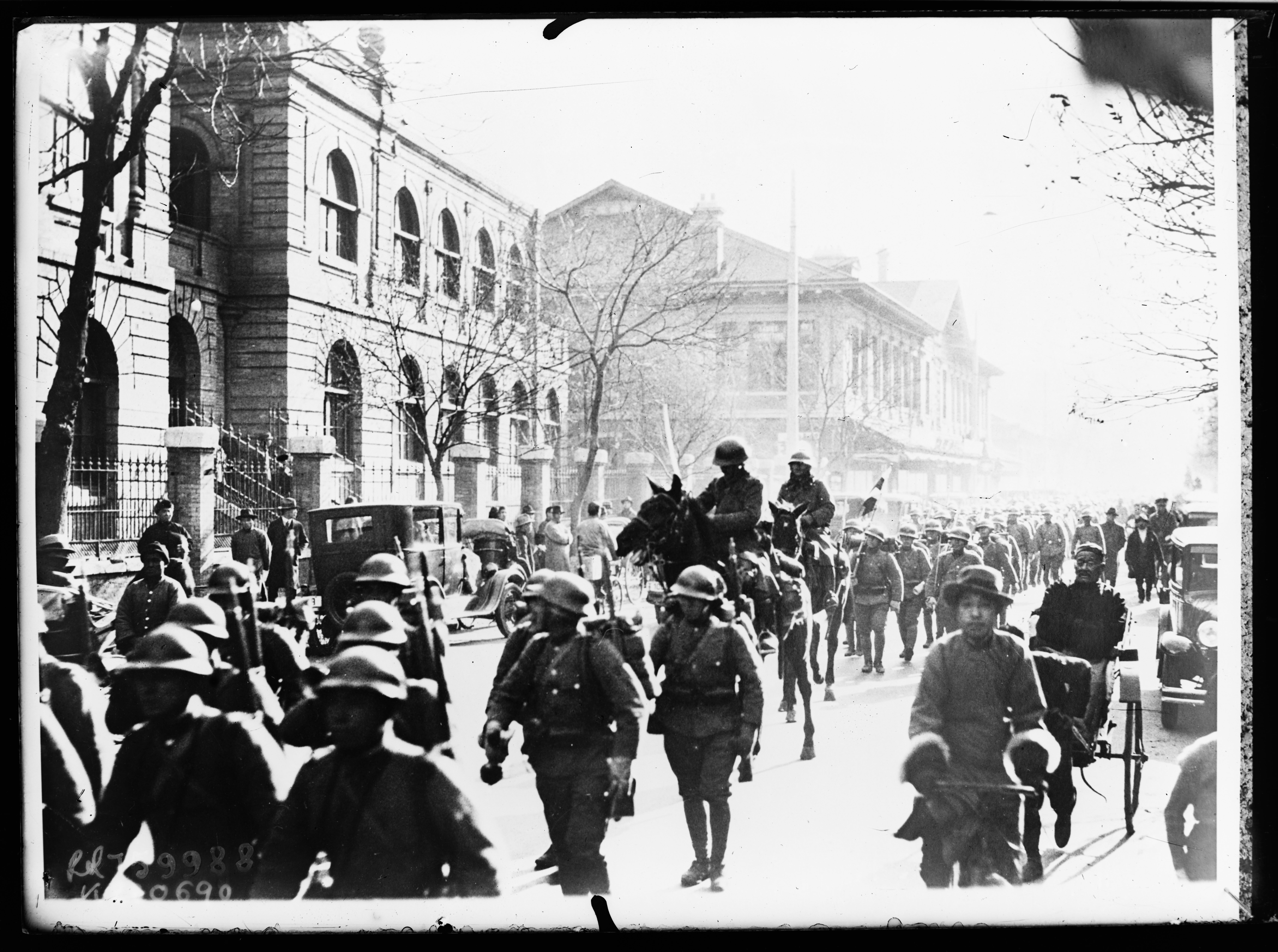
日本后援部队抵达天津

1935年5月，天津日租界《国权报》社长胡恩溥与《振报》社长白逾桓先后遭到刺杀，史称河北事件。事发后，日本支那驻屯军参谋长酒井隆与驻华使馆武官高桥坦会见国民党军委会华北分会代理委员长何应钦，声称此次事件属于“排外行为”，并威胁称若中国政府不采取有效措施，日方将被迫采取自卫行动。随后，支那驻屯军天津部队在河北省政府门前举行武装示威，并进行巷战演习，最终，该事件成为促成《何梅协定》签订的重要因素。
此时，天津日租界范围内的土地已无法满足日本侨民的需求。日本洋行及商人遂以各种名义在租界外非法购地，截至1937年已累计购得土地逾万亩:99。
在天津出生并度过青少年时期的八木哲郎，在其回忆录《天津的日本少年》中回忆这一时期的日租界时写道：“带有日本名字的街道整齐划一，日语广告牌日益增多。砖砌的洋馆和公寓虽不及英法租界的繁华美观，但已超过日本内地部分中等城市。”:52

### 天津日占时期（1937-1945年）

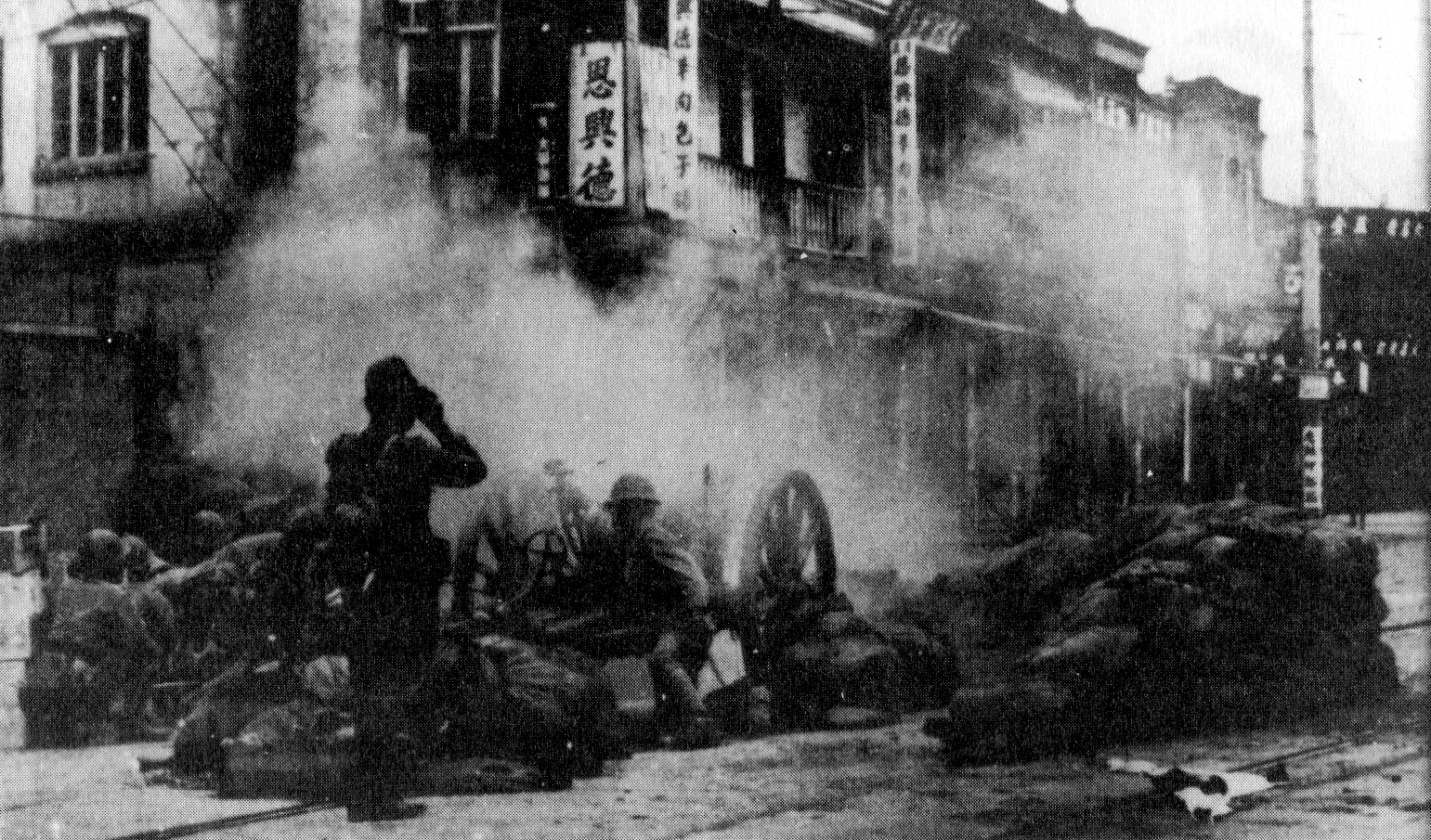
1937年7月29日，日军占领天津时日租界内的战斗场景

1937年7月30日，日军完全占领天津，日本对天津的政治控制由日租界迅速扩展至华界，并扶持天津市治安维持会作为傀儡政权对华界进行统治。在宗教方面，日方加强了对天津的控制，压制本土佛教活动，并通过日本传教士干预和掌控基督教会。
在1941年以前，日军总体上仍尊重各国在天津租界享有的治外法权，因此天津并未完全被其直接占领。1937年后，随着日本在天津的主导地位确立，部分洋行逐渐由英租界向日租界转移，形成了“英租界中街—日租界旭街”的双中心格局。
1941年12月太平洋战争爆发后，日军占领天津英租界并将其移交给亲日的汪精卫政府。同时，日方接管了英美教会的系统以及其附属的医院、学校等教产，并将英美侨民与传教士押送至山东潍县集中营。

### 收回

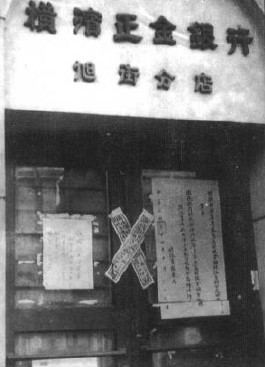
日本战败后，日租界旭街的日资银行被查封

1943年1月，英国与美国相继宣布将其在华租界归还给中华民国政府。为抢在英美之前主动交还租界以争取政治主动权，日本于1943年1月9日与汪精卫政权签署《日华关于交还租界及撤废治外法权之协定》，宣布将其在华租界的行政权“返还”中华民国政府。
根据该协定，日本于1943年3月30日形式上将天津日租界交给汪伪政权。1943年4月8日，天津特别市市政府发布命令，将原天津日租界改名为“兴亚第一区”，并任命市政府参事张同亮（北洋政府财政总长张弧之子）为该区区长。尽管如此，天津日租界原有的天津日本居留民团体制仍基本维持。兴亚一区的实际行政权仍掌握在日本人手中，区署官员需听命于民团团长臼井忠三。天津日租界虽名义上“归还”，但事实上仍由日本控制。
直到1945年8月15日，日本宣布无条件投降，国民政府行政院于11月24日公布《接受租界及北平使馆界办法》，正式收回天津日租界:1286。同年12月，河北平津区敌伪产业处理局在北平（现北京）成立，并在天津设立办事处，负责接收和管理天津地区包括日租界在内，由日本政府、日军及日本侨民持有的各类公私产业:432。翌年12月，开始对各租界进行清理，至1947年5月完成。

## 租界治理

### 日本总领事馆

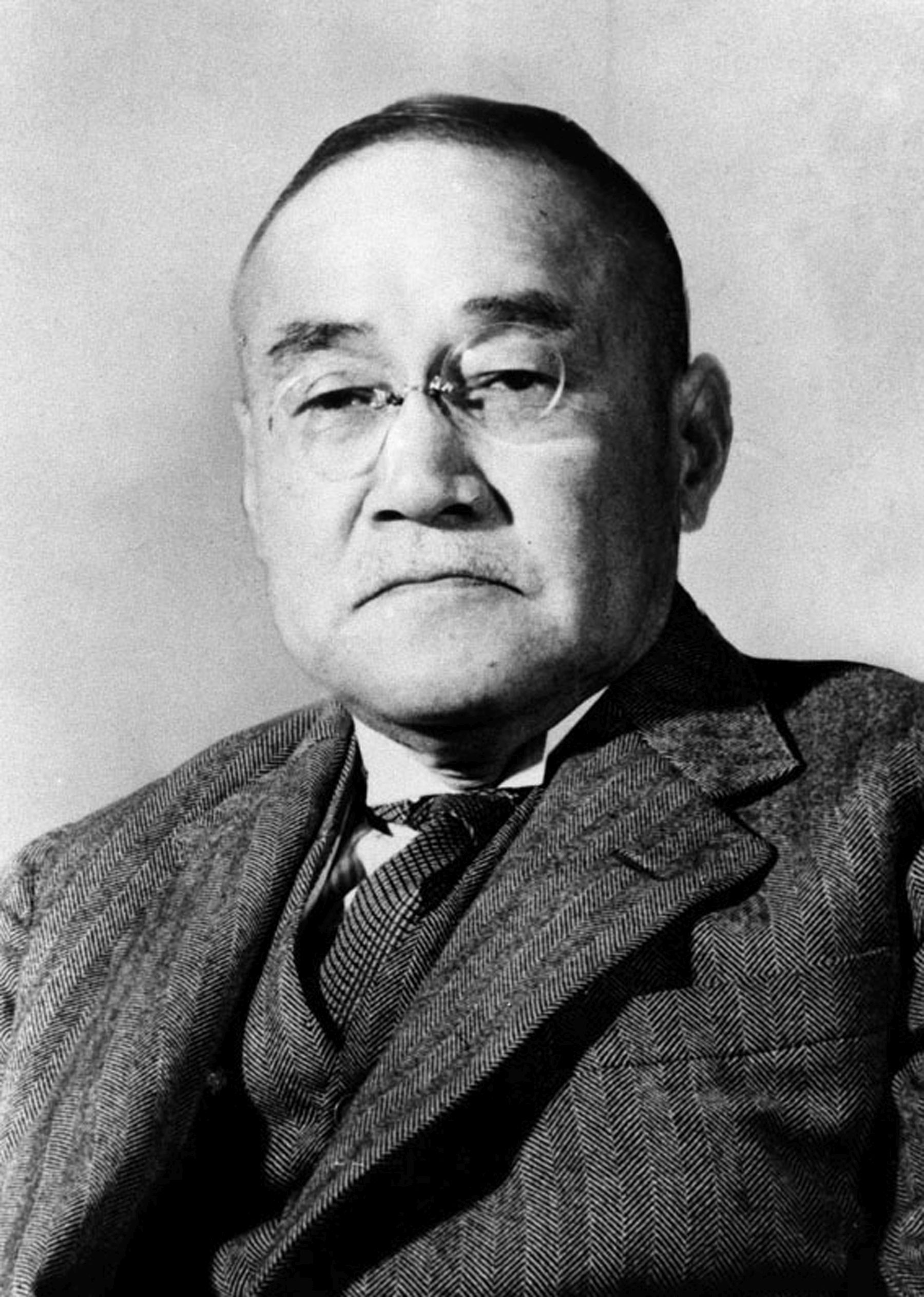
日本前首相吉田茂曾于1922至1925年间在天津担任领事

清光绪元年（1875年），日本政府在天津设立领事馆，1902年升格为总领事馆，是日本在华北地区的重要外交据点，总领事馆在20世纪上半叶积极参与对中国北方事务的干预与操控，1935年、1937年曾先后主持召开驻华总领事会议与华北领事会议，密切关联冀东防共自治政府的成立及卢沟桥事变的爆发。总领事馆设有多个职能部门，并广布情报网络，搜集政治、军事、经济等情报。其辖区覆盖青岛、济南、张家口等地，成为日本在华北的统辖与情报中心。
该馆领事馆早期设于美侨住宅，后几经迁址，于1915年迁入宫岛街新馆办公，馆舍在中华人民共和国成立后被拆除。1943年，天津日租界名义上交还汪精卫政权后，日本居留民团接管馆务。
多位曾在此任职的外交官在此后成为日本政坛要人，如有田八郎、川越茂、吉田茂等。

### 日本警察署

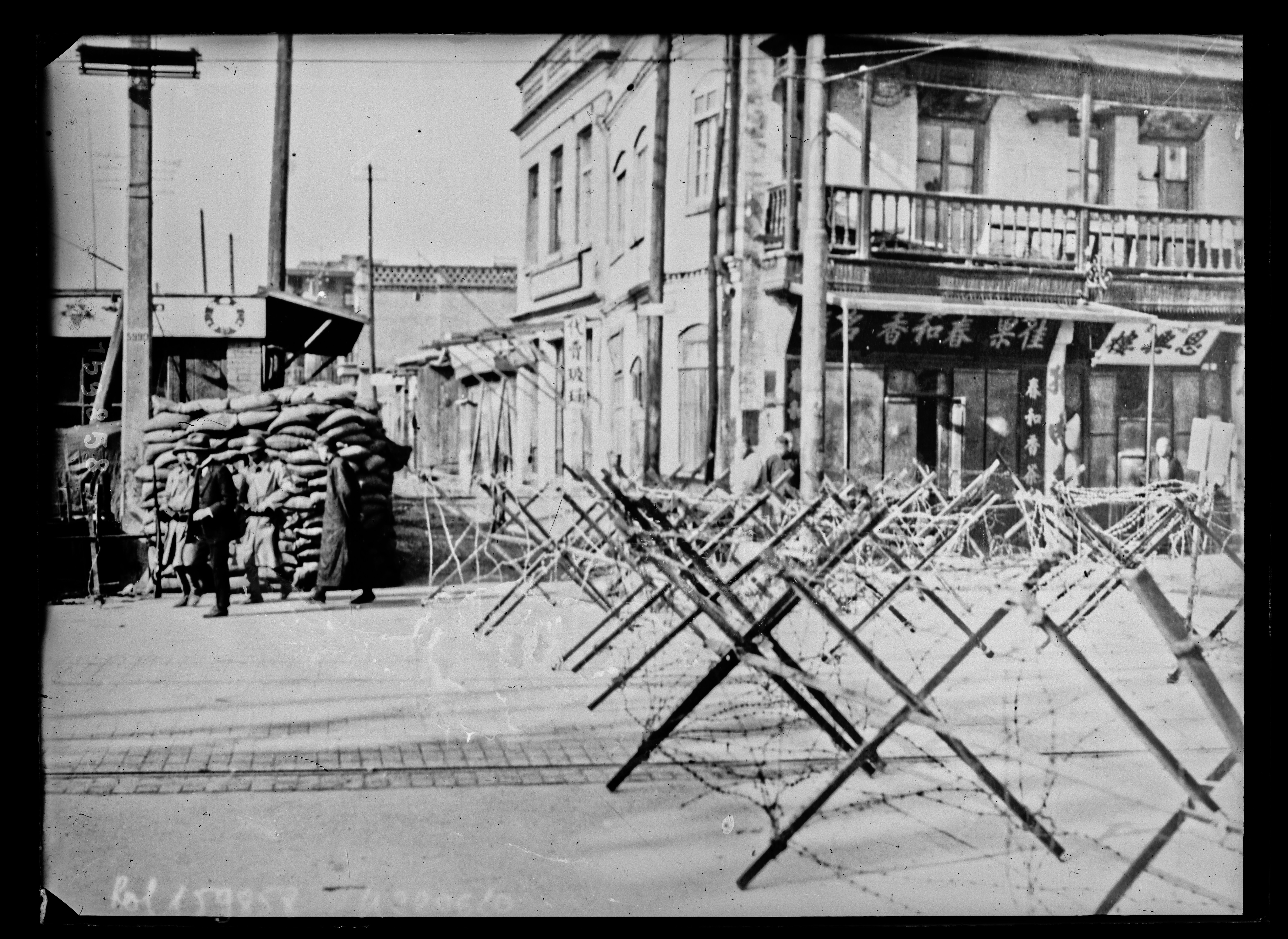
天津日租界入口的路障

日本在天津设立的警察机构可追溯至清光绪二十二年（1896年），当时仅在日本领事馆内部设有小规模警务力量。1898年，日本依据《天津日本租界续立条款》取得在天津日租界内的警察权。
义和团运动爆发后，日本政府派遣警部2人、巡查30人，驻扎在紫竹林日本领事馆前的野战邮局内，随后又在日租界闸口街设立警察分遣所，隶属于日本驻天津总领事馆。1915年，警察分遣所随日本总领事馆迁入宫岛街新址，正式更名为日本警察署，俗称“白帽衙门”，负责维持租界治安、管理户籍、处理纠纷及执行领事裁判权。天津日租界日本警察署由日本警察官组成，并聘用部分中国巡捕辅助执勤。其司法部由日本警部担任检事，行使领事裁判权，对在津日本侨民和中国籍民众拥有较大干预权力。
尽管向租界以外通商口岸乃至非开放地区派遣警察属非法行为，1930年代初，为扩大治安控制范围，总领事以“保护日、韩侨民”为由，陆续设立多个警察分署。日本警察署的势力不仅遍及天津日租界及部分华界，还逐步扩展至铁路沿线地区，先后在秦皇岛、山海关、唐山、丰台、玉田、东光、沧州、歧口、石家庄、保定等地设立警察分遣所或派出所，形成覆盖华北的警务控制网络。
1943年1月，日本政府宣布将天津日租界转交汪精卫政权，日本警察署并入天津特别市政府。

### 日本居留民团

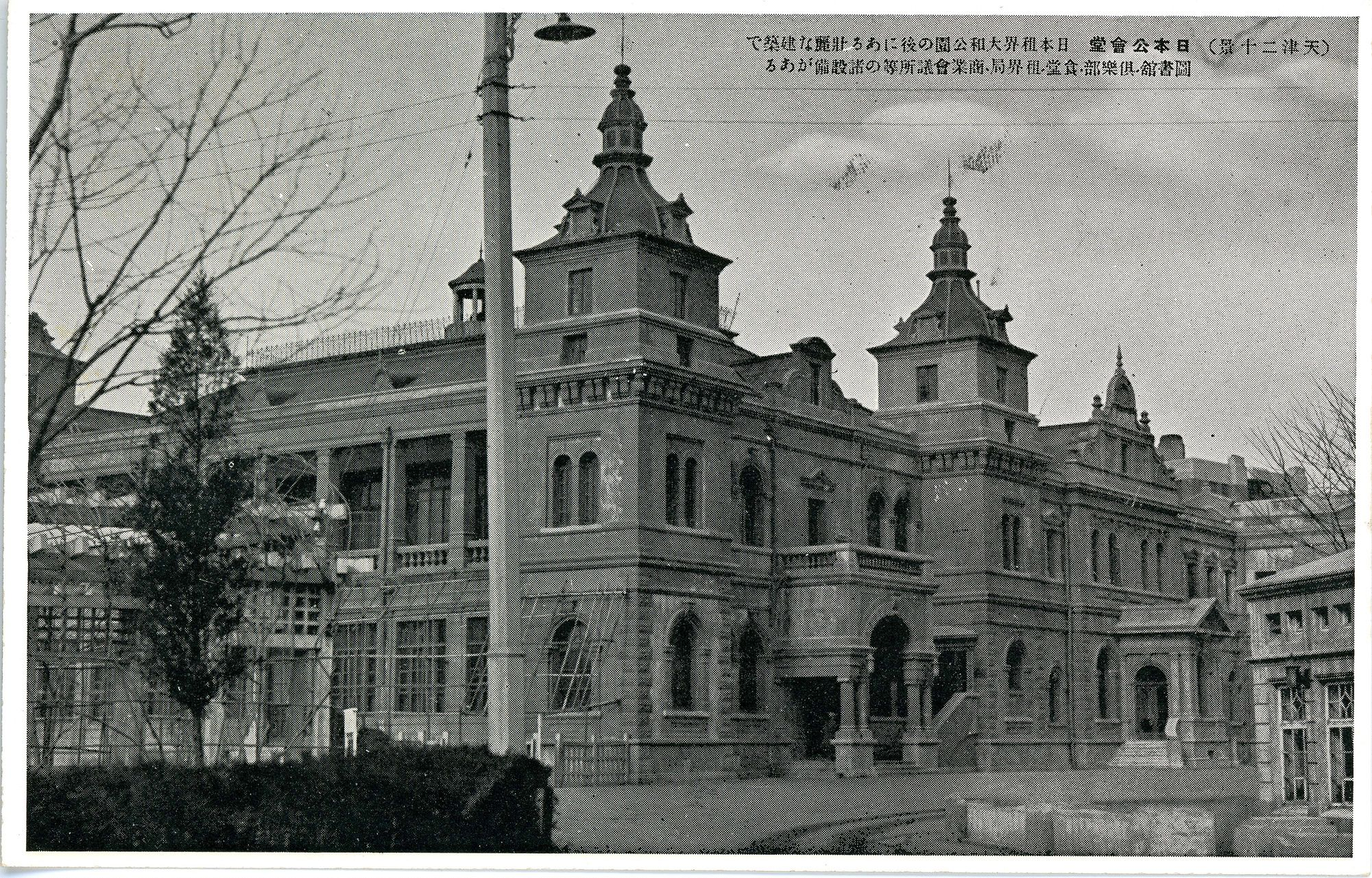
天津日本公会堂

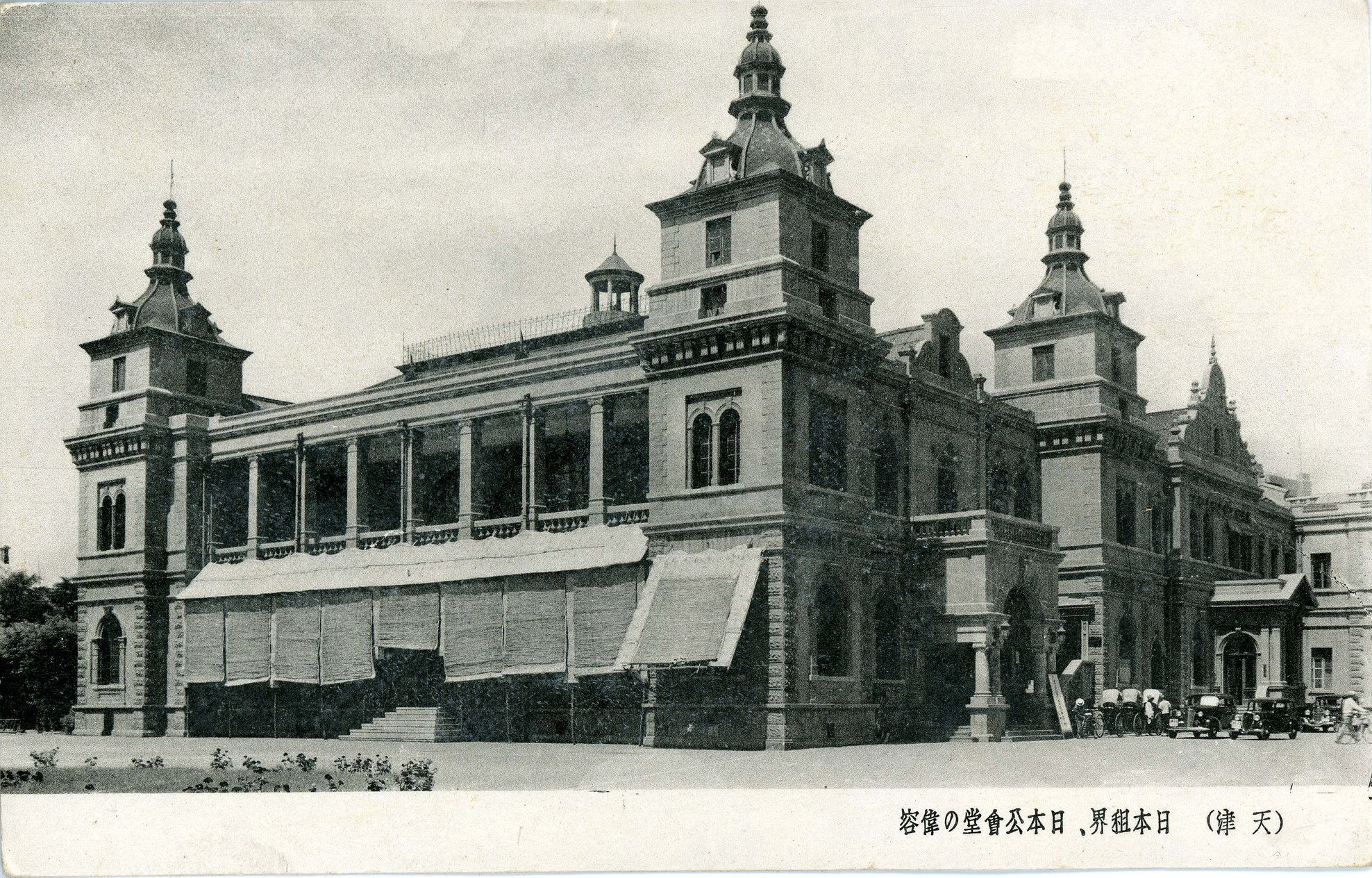
天津日租界的天津日本公会堂

天津日本居留民团成立于清光绪三十三年（1907年），前身为“天津日本租界局”。作为20世纪上半叶旅居天津的日本侨民自治组织，居留民团是天津日租界的主要权力机构，兼具立法与行政职能，接受日本驻天津总领事馆领导。民团设理事长1人、理事2人，下设庶务、财务、工务、电气、卫生、保净、学务、调查等课，分别负责法规选举、财务税务、基础设施建设、电力管理、医疗防疫、环境清洁、教育管理及调查协调等事务。
天津日本居留民大会是民团的最高权力机构，负责审议预算、税收、教育、卫生等事务，由60名议员组成，任期两年，半数以上须为日本国籍。符合条件的侨民，以及守法或纳税的非日本居民亦可参与选举。行政委员会负责民团日常行政事务，由大会选举产生，职能类似天津英租界工部局董事会。1934年，委员会缩编为7人，并改名为“参事会”；1936年实行“团长制”，进一步集中权力。委员会还设有11个调查委员会作为咨议机构，如课金、教育、码头建设、法规等特别委员会。
光绪二十八年（1902年），日本驻天津领事馆设立“天津日本租界局”，在旭街管理日租界。1907年施行《居留民团法》，日侨民组建“天津日本居留民团”，管辖范围包括租界及周边二里（1938年起扩展至三里）。1914年，民团迁入大和公园内新建的“天津日本公会堂”。

### 天津共益会

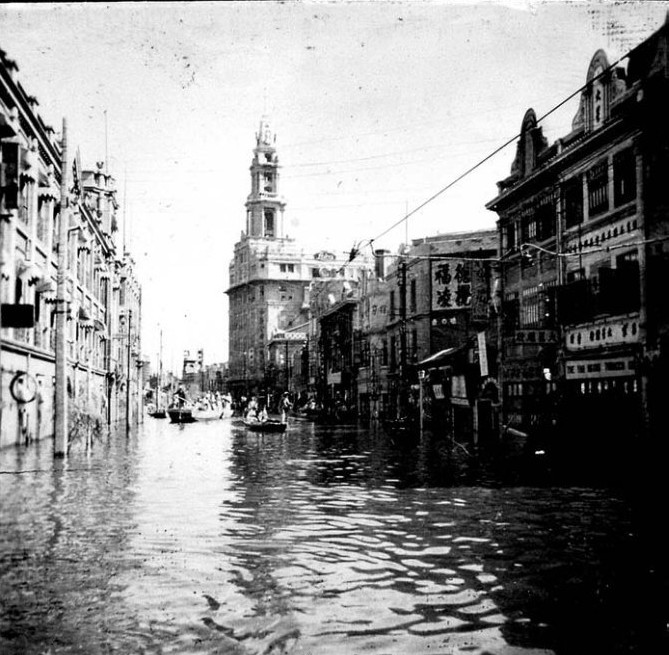
1939年天津水灾时的旭街

天津日租界共益会由日本驻天津总领事加藤外松、天津日租界行政委员会会长臼井忠三，以及天津日本居留民团理事中岛德次于1927年筹划组建，后经日本外务省审议批准正式建立。1931年“九一八事变”后，随着日本在华北势力的扩张，共益会与天津日租界日本警察署及天津日本居留民团等机构的协作日益紧密，开始介入宣传引导、思想控制及资源动员等事务。
1941年太平洋战争爆发后，共益会的部分职能被整合进新成立的日本居留民团，并配合日军执行战时体制建设。1943年1月，天津日租界名义上“交还”汪精卫政权，改称“兴亚第一区”，共益会在新的行政架构下继续存在，协助管理侨民并维持所谓的“兴亚秩序”。1945年日本战败投降后，天津共益会随日本在华侨民机构一并解散，其资产与档案由中华民国政府接收。

### 日本驻屯军

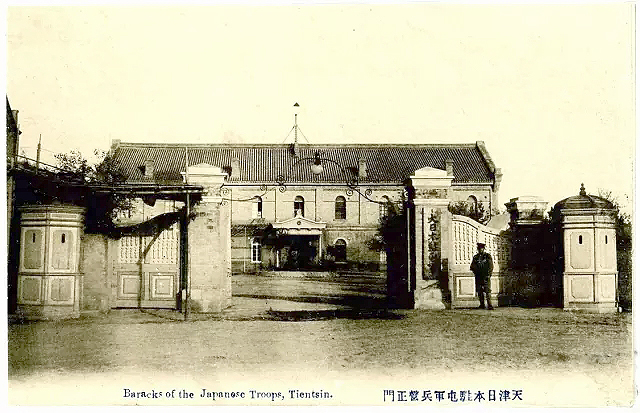
天津日本兵营

中国驻屯军，原称清国驻屯军，是指1901年4月22日抵达天津的日本驻军。最初仅约有1700名士兵，随后到1901年兵力合计达到2600人。其设立初衷是维护清朝与日本之间的利益，同时参与对清朝政府的控制。日军最初驻扎在天津的英租界，并在海光寺地区修建兵营与司令部。
随着清廷回銮，自1902年起各国驻华军队逐渐减少兵力，日本驻华驻屯军也开始分两期撤退。至1908年10月，天津的日本驻屯军规模已缩减为两个步兵中队。中华民国成立后，1912年清国驻屯军改称为中国驻屯军，由于该部队常驻华北地区，也被称为华北驻屯军。

## 市政

### 道路

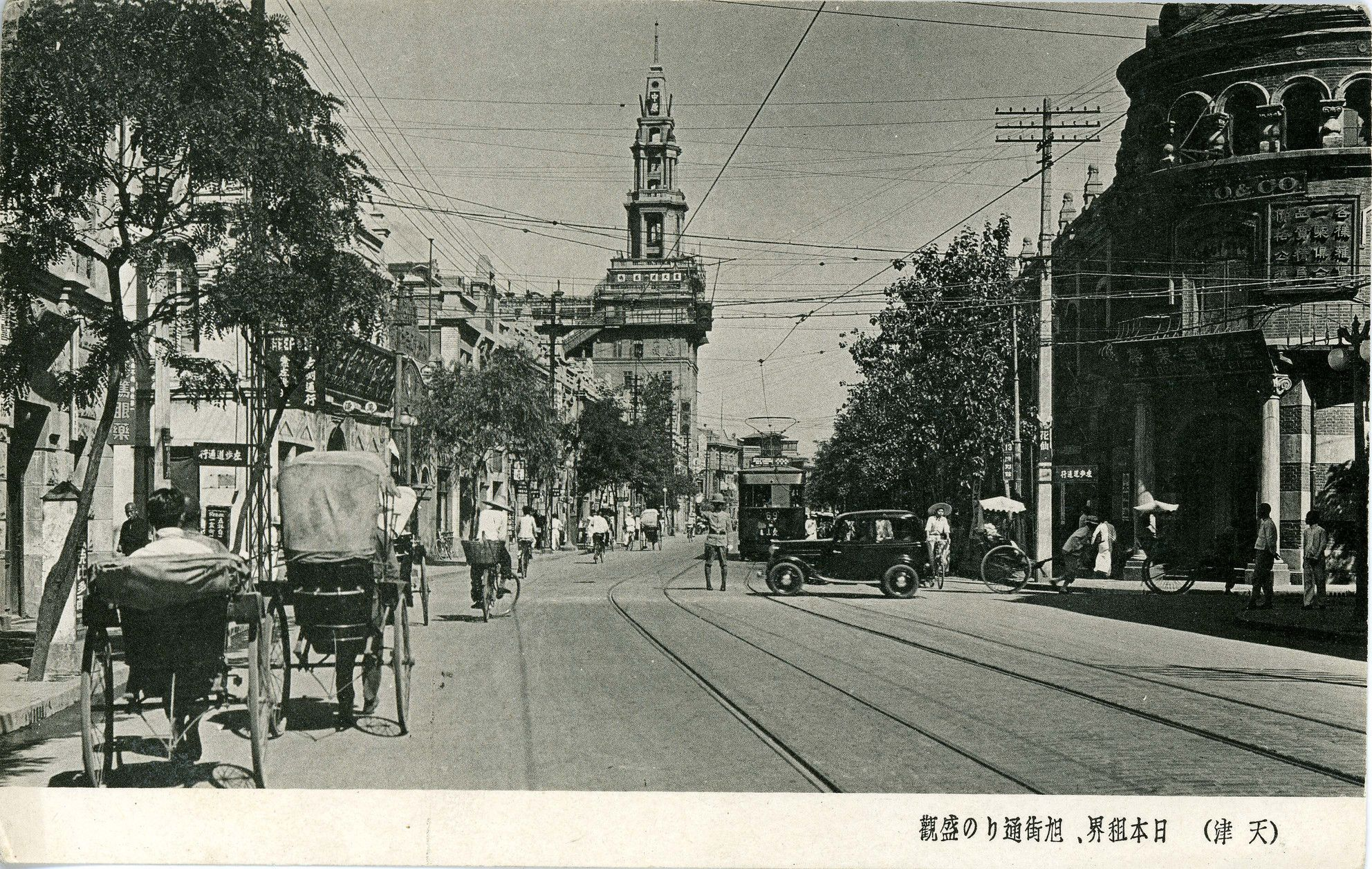
天津日租界旭街，日租界的骨干道路

天津日租界的道路呈现“窄街巷、密路网”的特点，命名和现今的街道系统有着一定的延续和变迁。日租界时期的许多街道名称如今已变更为现代的街道名称。比如，原山口街如今为张自忠路的一部分，寿街与新寿街分别改为兴安路的不同段落，旭街则成为现代的和平路。此外，一些原有街道已不复存在，如闸口街和曙街的部分路段。日租界时期的街道布局与现代天津的街道体系相互交织，体现了天津历史上的城市规划与文化融合。

### 公园

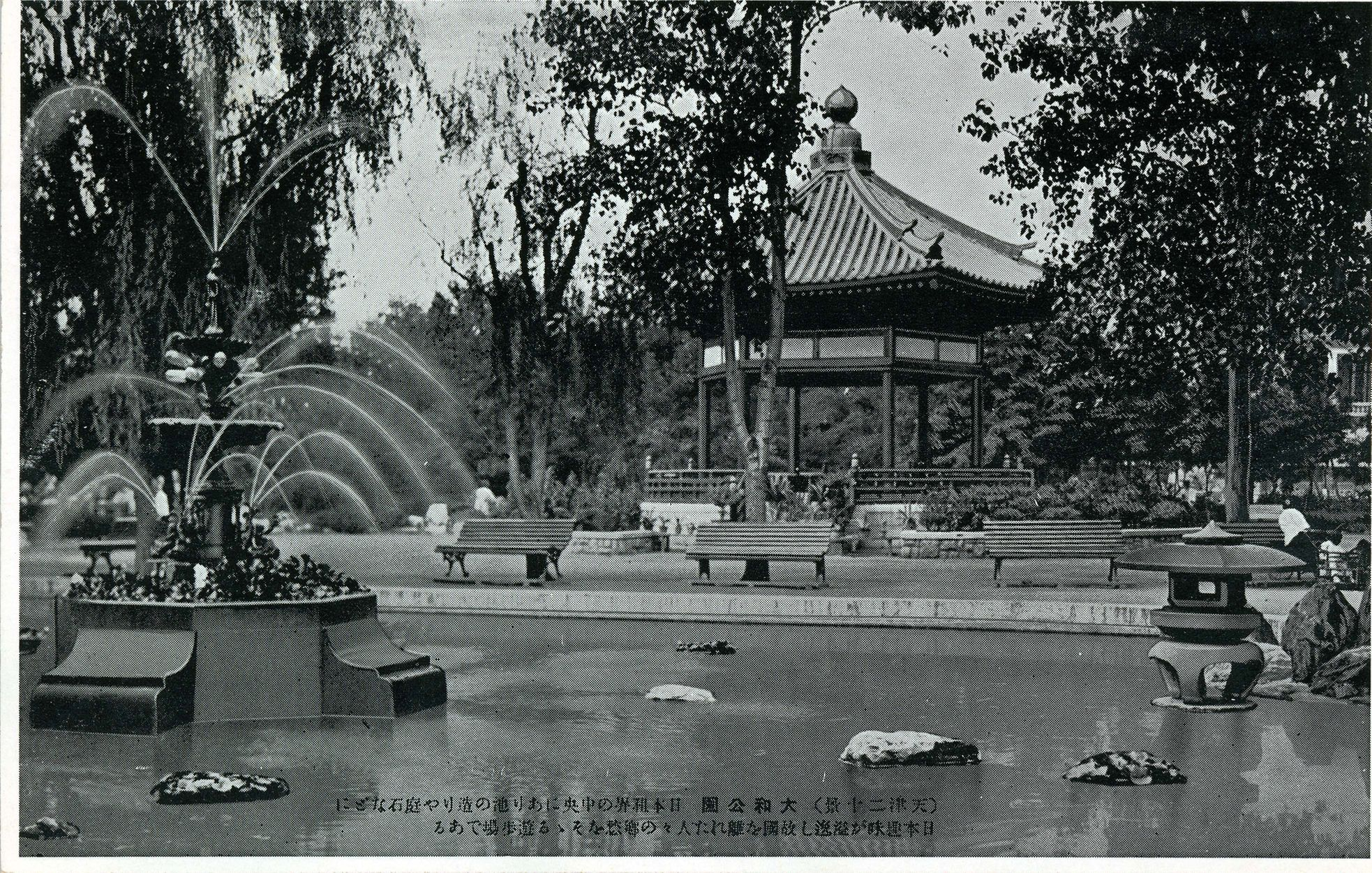
大和公园

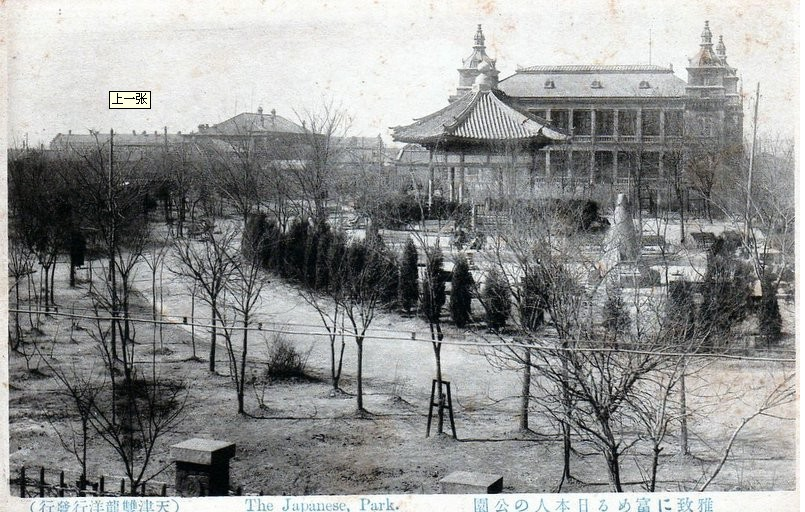
大和公园和天津日本公会堂

天津日租界初期规划中即明确划定公园用地，体现了公园在日本近代城市规划理念中的重要地位。
大和公园的建造与设计始于1908年，作为天津日租界内的重要文化景观，其设计受到了日本传统园林艺术和城市规划理念的影响。公园内的天津神社建于1915年，供奉的祭神为天照大神与明治天皇，神社建筑采用了日本传统的“神明造”建筑风格，体现了当时日本文化对天津日租界的影响。大和公园不仅是日侨的娱乐与休闲场所，也成为了展示殖民主义力量和文化象征的平台。
1945年，随着日本战败，日租界的收回，大和公园的性质发生了重大变化。国民政府决定将公园改建为忠烈祠，成为纪念革命烈士的场所。1949年，该地区的历史遗址被拆除，原有的神社与园林建筑不再存在。1960年，天津市政府在原址上修建了“八一礼堂”，作为新的文化设施与历史象征。

### 排水

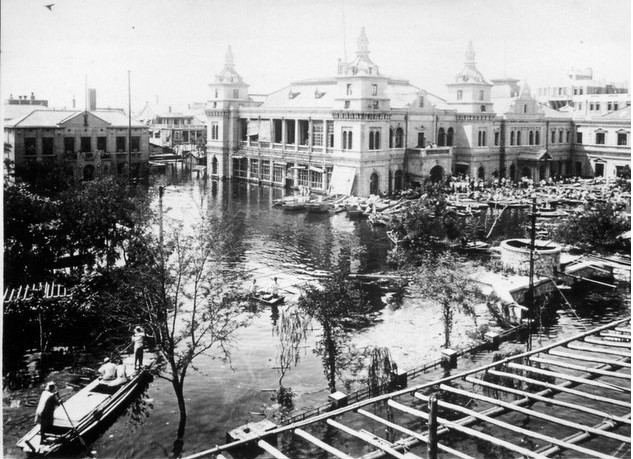
1939年，天津水灾波及日租界

天津日租界区域内坑洼较多，因此重视排水问题，自建设初期便开始借鉴英法租界的做法，铺设现代混凝土下水道网络，用水泵地势较低、排水困难的区域排水。
旭街以东地区的下水道管径较小，所有沟道的污水最终汇集至桥立街排入海河，同时配备抽水房以便在海河涨潮或大雨时协助排水。旭街以西的区域，从松岛桥至宫岛桥之间的墙子河河道设置了三个出水口，并在住吉街建造了抽水房，以应对墙子河涨潮及雨季排水需求。墙子河以西的拓展区人口较少，管道铺设较晚，且下水道管径较大，两个出水口设在墙子河河道，由于出水口高于河道，废水可以通过高差自然流入河道，因此未设置抽水房。

## 经济

### 贸易
天津开埠后，大批的外国商人和商业机构进入，轮船和货物相继来到天津港。但在1884年之前的20余年没有任何日本轮船曾驶达天津港，直到1884年才有两艘日本轮船抵达。1886年，“日本于天津与长崎间新辟之航路，俾日船之吨数加至9195吨”:140。
因此，津海关1886年贸易年报记载，当年天津贸易的新特点系日本邮船会社开通天津途径仁川至长崎的直运航线，吸引部分日商来津定居，日本侨民人数夜有所增加，带动部分日资银行已在商谈到天津开设分支机构事宜:141不过，至日租界开辟前，日本平均每年来津船舶不足18艘，经营杂货及药品的日本商人散居在天津城厢一带。日租界设立后，天津对日贸易剧增，1906年，津海关年报记载“本年径由外洋运来货物价值总数，合计关平银400万两，内约有120万两由日本船运来。而各种杂货，以日本为最巨”，日本在津贸易规模已与英国相当:250。

### 零售商业

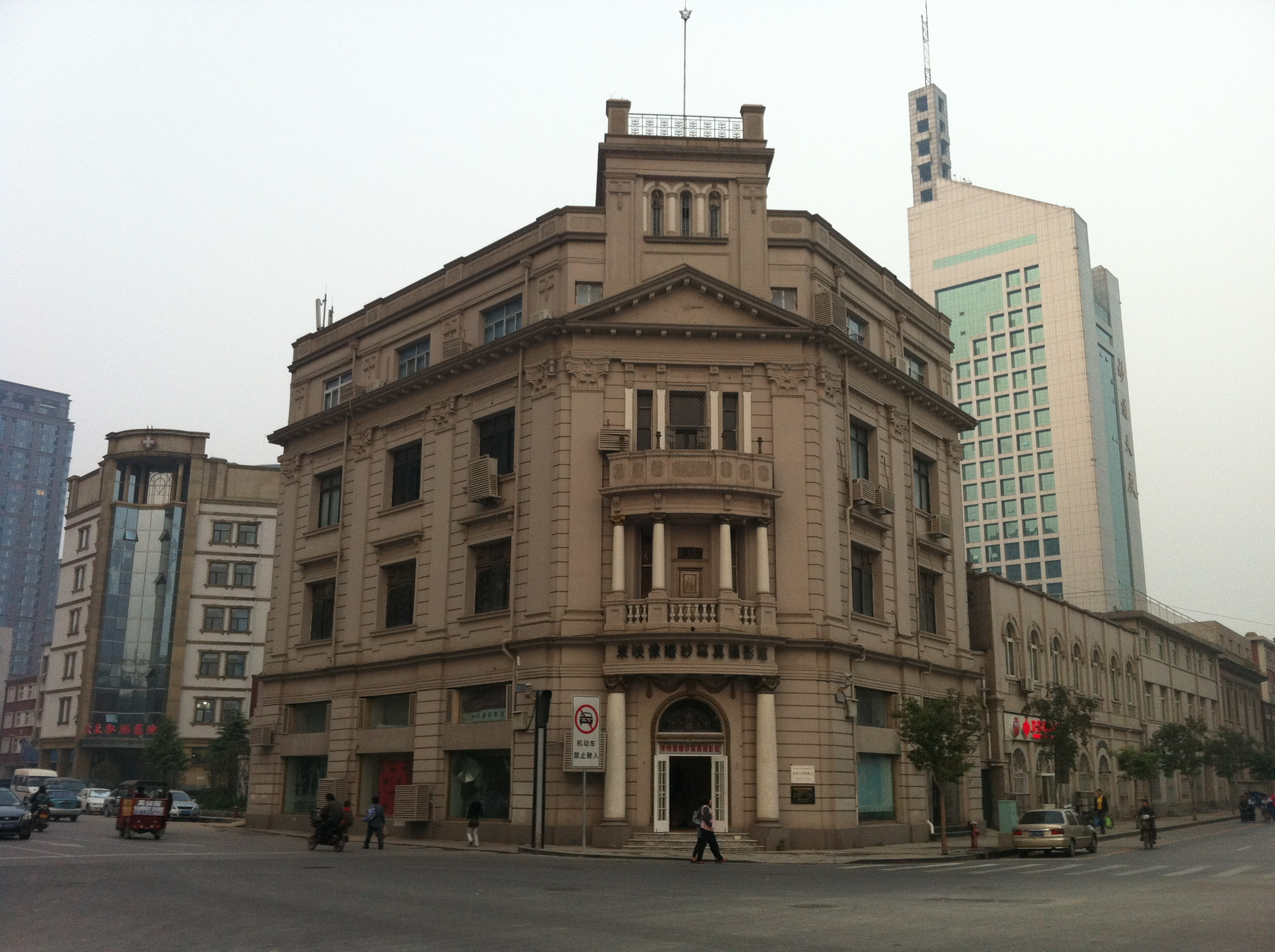
老九章绸缎庄

天津日租界的零售商业在当时主要集中于旭街以及天津南市一带。
1926年，在日本驻天津总领事的劝说与利诱下，先施香港总公司和上海分公司的部分管理者共同出资三万余元在旭街购得千余平方米土地，用于兴建中原百货。大楼由基泰工程司设计并承建，总投资达47万银元，1928年元旦黎元洪剪彩揭幕正式开业。
由于日本驻天津总领事馆严格约束侨民着装，天津日本侨民在公共活动中普遍穿西装，仅在庆祝日本重大节日时才穿传统和服。促使天津日租界内的西装产业迅速发展，曾拥有井筒屋西装店、鹤野西装店、山下西装店、木下洋行、横滨商行、和田西装店等三十余家，形成颇具规模的本地服装业聚集区。

### 娱乐业
1904年，天津日本租界局将日租界内的曙街（今嫩江路）指定为“花街”。1905年，天津设立了专门的天津艺妓管理所，负责管理该区域的艺妓及相关行业活动。与此同时，开始新设“特许税”，该税种后来改名为“杂种税金”，即从艺妓、酌妇、料理店、常设或临时演出中征收的税款，成为天津日租界的重要财政收入来源。
1906年，天津所有的日本料理店集中到曙街。至清末民初，天津日租界内的娼妓日益增多。到1936年，天津日租界内共有200多家有执照的日本妓院、朝鲜妓院和中国妓院，正式营业并纳税的妓女超过1,000人。1937年，日军占领天津时，在日租界四面钟对面设一妓院，捕获妇女作为慰安妇。

### 毒品交易

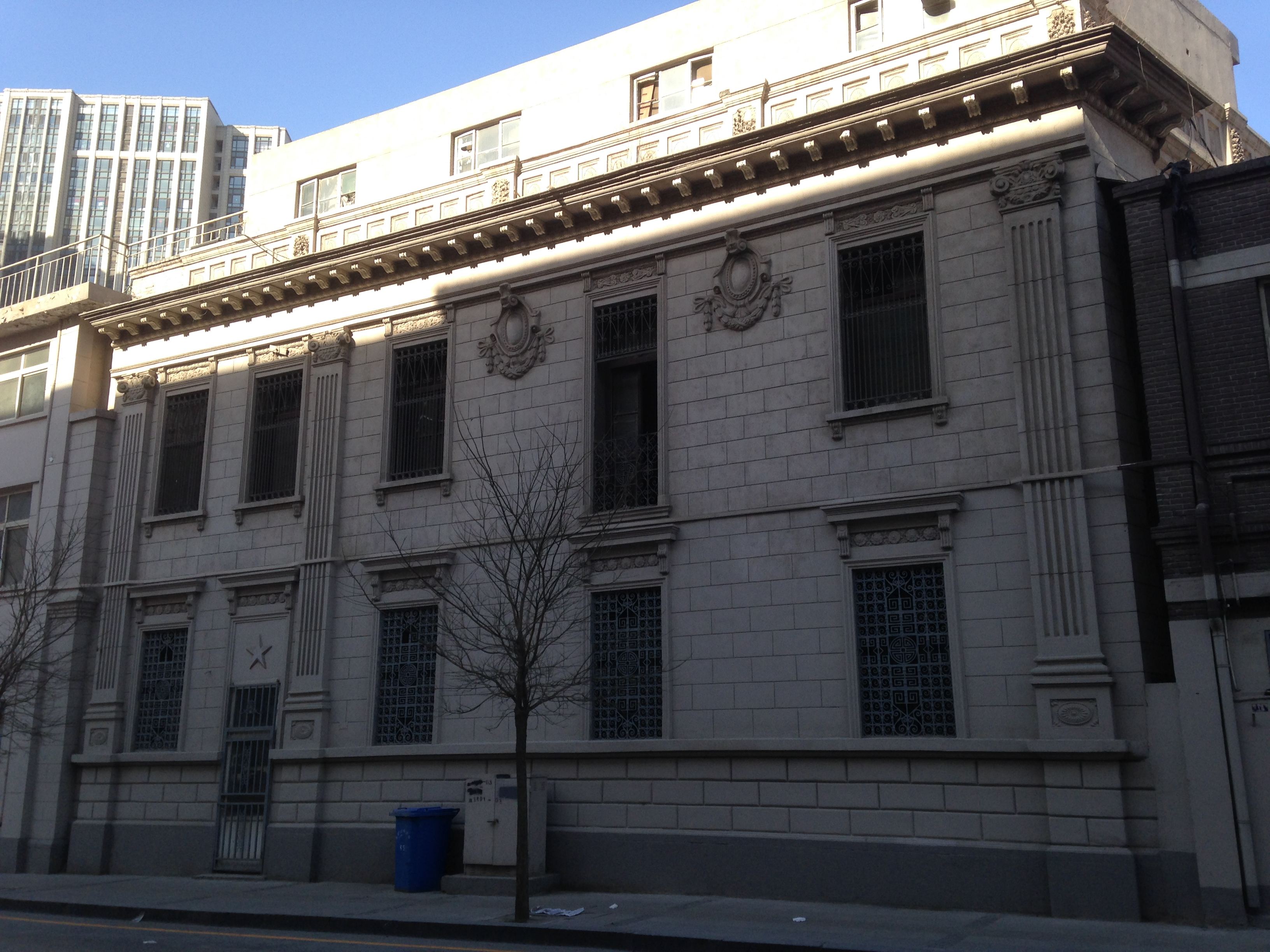
同文俱乐部旧址，曾为涉及娼赌毒的娱乐场所

1898年，日本驻天津领事就曾表示，天津日本侨民中七成从事吗啡等违禁品的买卖，几乎所有药铺、饭店、杂货店皆涉及毒品交易。1913年，天津日本居留民团会议上曾有人指出，毒品贩卖活动已从法租界逐渐转移至日租界。根据日本关东厅官员藤原铁太郎的调查，1920年代初天津日租界内开设烟馆70余家，贩卖烟土商店接近百家，约七成日本侨民与毒品贸易有关。尽管日本驻天津总领事馆多次表态打击毒品，但实际不仅纵容，还参与毒品贸易，通过征收“公益费”与贿赂机制放任烟馆经营。战后财政困难时期，甚至曾试行烟馆制度，公开向中国人经营的旅馆征税，加剧了毒品泛滥。毒品经济形成了以居留民团、青帮、警察、不良日本人为纽带的黑色产业链。1917年，《益世报》曾披露，日租界表面上禁止吗啡，实则有吗啡公司统一销售，利润更甚以往:1532。
至1930年代，日租界内的毒品交易继续扩张。仅1933年9月，日本侨民中已有73人被确认吸毒成瘾，实际人数远高于此。租界内流通的不仅有鸦片，还包括吗啡、海洛因等加工毒品，相关设施由军方特务机关直接管理。天津日租界内的旭街成为毒品核心区域，一些药房和洋行表面经营日用品，实则从事毒品制造与贩卖。根据禁毒组织的调查，到1937年，天津日租界已有248家洋行出售吗啡和海洛因，137家烟馆、烟店，以及大量隐藏在住宅区的秘密毒品场所。不仅日侨参与毒品贸易，部分军方人员亦牵涉其中:73。日军控制华北后，天津成为毒品从波斯、日本、伪满洲国转运的关键节点。日本媒体虽偶有报道毒品案，但多语焉不详。1937年，《密勒氏评论报》主持人鲍惠尔访问天津时指出，日租界内多条街道实际上已成海洛因贩卖所，毒品厂则伪装为住宅。尽管中国政府采取严厉打击措施，包括处死被捕毒贩，但收效甚微。

## 社会

### 教育

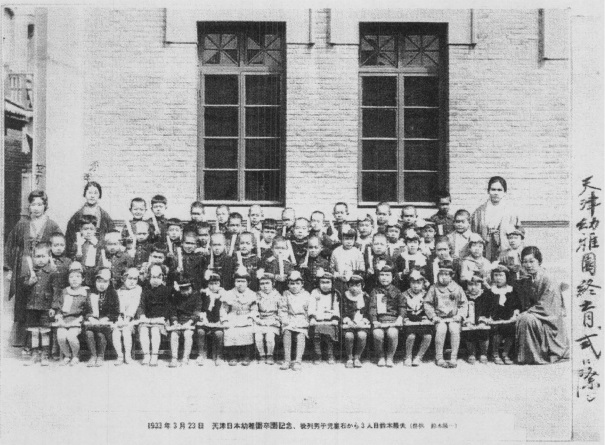
1933年天津日本幼稚园毕业纪念

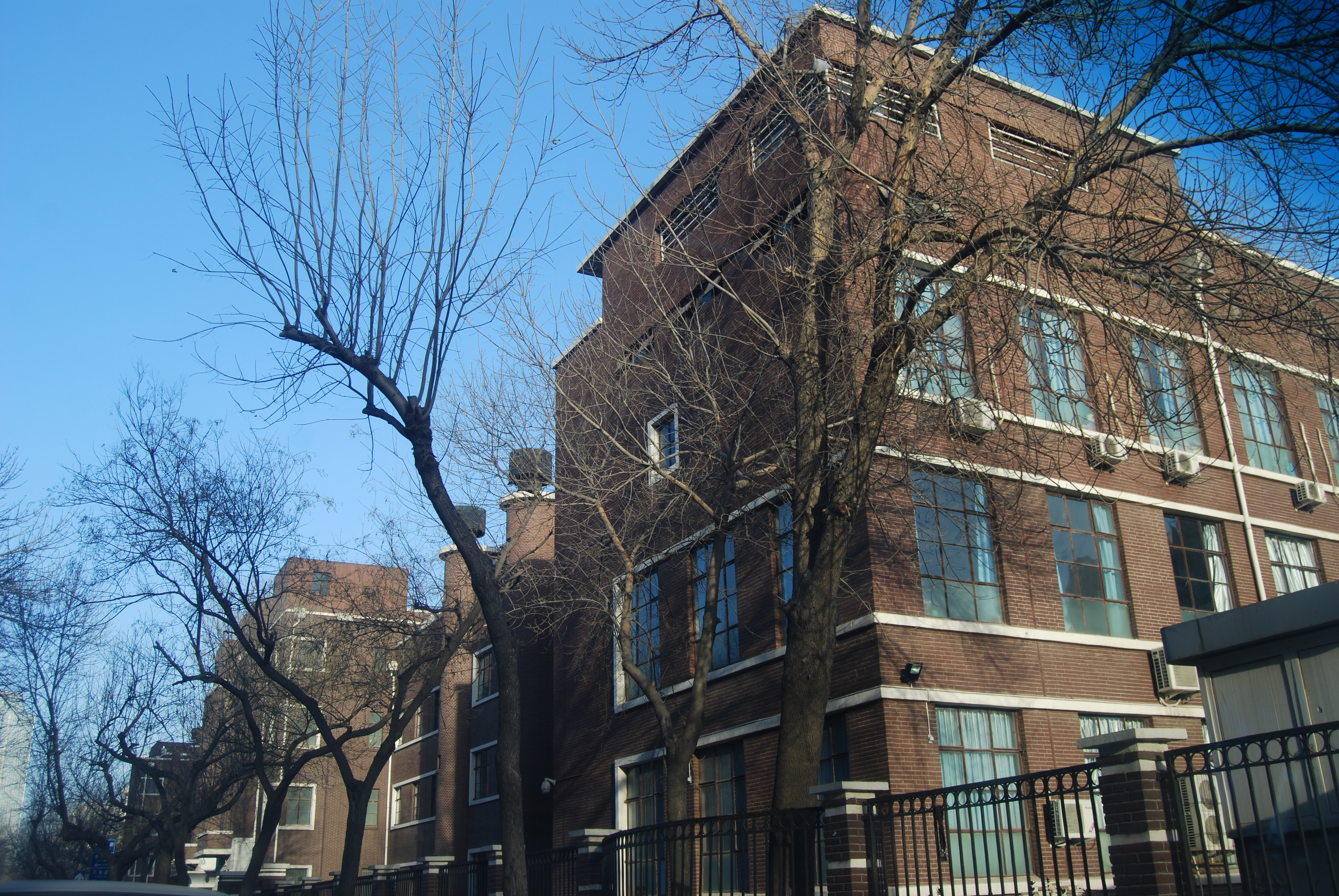
天津松岛日本高等女学校旧址

天津日租界设立后，驻屯军陆军宪兵队长隈元实道认为“我日本兵强国当之基，亦实存于教育之普及而已矣”:1，强调在中国推广教育的重要性。同时，“日出学馆为军道开辟之余波所及”，日本的军事施工对民房造成了破坏，期望通过兴办学校缓解居民的负面情绪，淡化当地居民对日本的仇恨:1。日本驻屯军则认为，庚子事变，日军占领中国街市，有必要建立学校向中国人教授日语:237-238。1900年12月，经隈元实道提议，日本租借天津日租界白河河岸的怙佑祠地块兴建“日出学馆”:3，专门为居住在日租界内的华人子弟提供教育，是日本在天津建立的第一所学校。1906年，日出学馆更名天津高等学堂，1908年，设立了附属共立小学堂。1913年1月，共立小学堂与天津高等学堂合并，改名共立学校。
天津日本高等女学校创办于1921年4月，最初借用明石街基督教会一层作为校舍，首届学生仅有24人。1924年11月，该校被日本外务省和文部省共同认定为“在外指定高等女学校”。1930年，学校正式更名为“天津日本高等女学校”。随着办学规模扩大，校方于1927年9月在松岛街与淡路街交口新建校舍，并于1931年5月迁入新址。1941年，学校再次更名为“天津松岛日本高等女学校”。

### 宗教

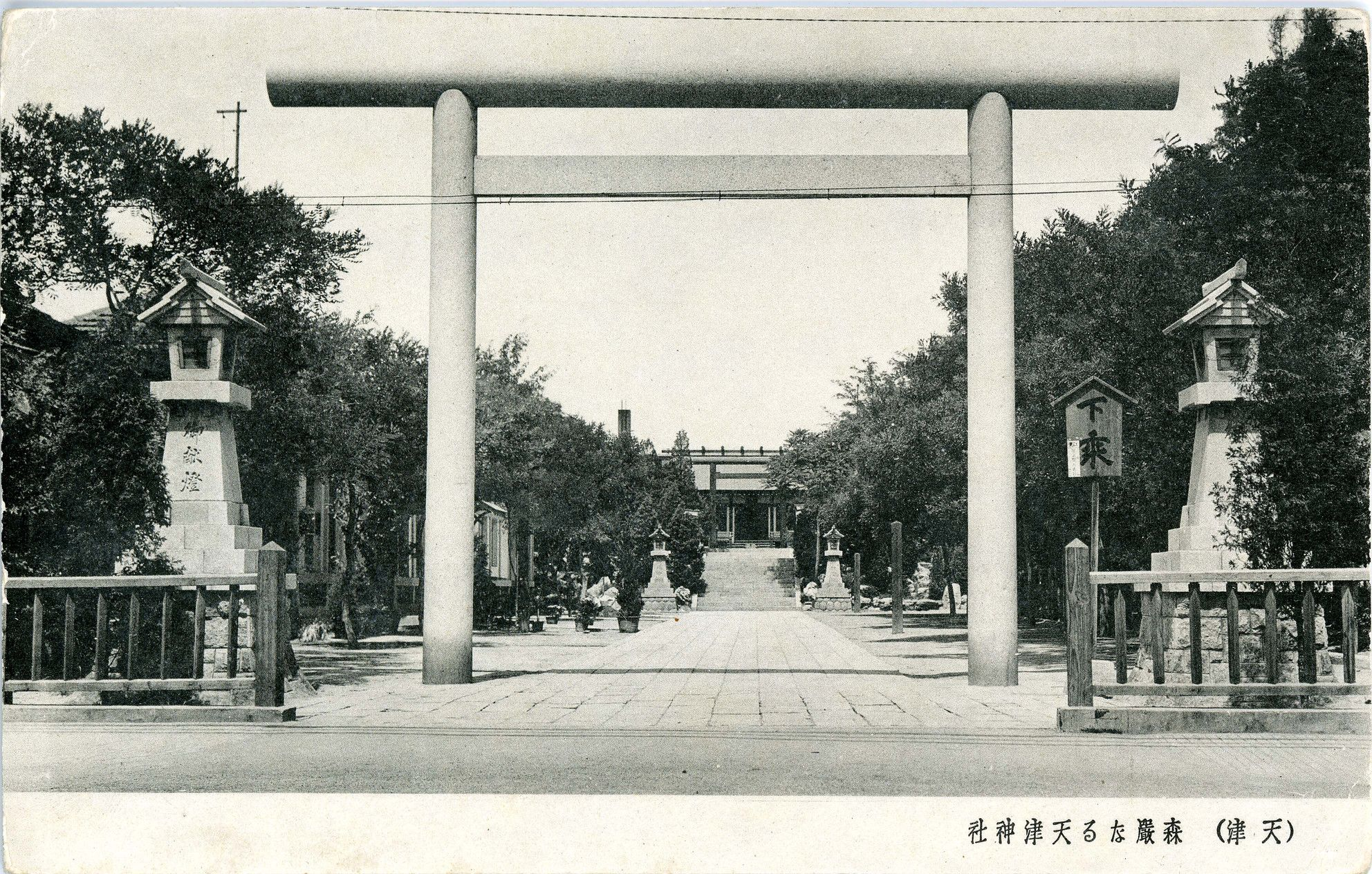
天津神社

天津日租界内的宗教活动主要包括佛教、基督教和日本神道教等。
1899年，西本愿寺将开教事务局改为布教局，法主大谷光瑞开始“清国巡游”，曾到访天津等地考察教务扩展情况，并拜会李鸿章等人。1903年，大谷光瑞派遣的海外布教师将净土真宗传入天津日租界，该宗派成为在津日侨主要宗教，负责大部分日侨的“身后事”。其宗教设施为净土真宗大谷派本愿寺天津别院（东本愿寺）:351。
1936年4月，天津佛教联合会在本愿寺内成立，成员包括在日租界设立的六个寺庙：净土真宗大谷派本愿寺天津别院（东本愿寺）、净土真宗本派本愿寺（西本愿寺）、天津曹洞宗观音寺、日莲宗妙法寺、真言宗高野山金刚寺及净土宗知恩院天津寺。1937年，日本全面侵华后，日本佛教各派号召动员僧俗两界支持战争，日军占领天津的战斗中，西本愿寺布教僧甚至直接参战。日占时期，只有日本佛教各派可以在天津地区合法公开活动，而天津本土佛教会受到压制，直至日本战败后才恢复。战后，日本净土真宗等佛教因曾辅助或直接参与战争，其战争责任也受到中日两国学者关注。
1903年，日本基督教会开始在天津活动。日本教会长期仅在日本侨民中开展活动。太平洋战争爆发后，日军及日本教会接管英美教会系统及医院、学校等教产，并将英美侨民及传教士送入山东潍县集中营。日本陆军天津特务机关长雨宫巽等人通过中村三郎等日本传教士控制天津本土的中华基督教团，要求其向日本政府靠拢。因此，战后日本基督教会在战争中的行为与责任受到中日两国学者关注。1967年3月，日本基督教团承认并反省该教团曾支持和参与的错误。
日本神道教随日本侨民进入天津日租界。1915年，天津日本居留民团为庆祝大正天皇“即位礼”，决定在天津日租界大和公园设立天津神社。因洪灾影响，神社建设延期，直至1920年天津神社才正式建成。天津稲荷神社创立于1926年4月27日，位于伏见街，现已不复存在。神奈川大学研究者稲宮康人推测，该神社可能是原京都伏见地区日本侨民迁居天津后设立，用以供奉稻荷神社。

### 医疗卫生
天津日租界开辟之初并未设立卫生医疗机构。1902年天津出现霍乱疫情后，天津总领事伊集院彦吉联合有志之士于创立共立医院，最初为私立医院。1909年，天津日本居留民团下属的卫生部管理，改为公立医院，负责日租界内的公共卫生和传染病的防治。此外，在日租界内，还有井上医院、同仁医院、千秋医院、中和医院、爱仁医院、盐谷医院以及专门的牙科诊所。
日租界实行了较为严格的卫生管理制度，并提供了相对良好的生活环境，因而在当时获得了一定程度的认可。上述公共卫生措施在改善环境卫生方面取得了一定成效，也对中国政府在公共卫生管理领域产生了一定影响:202。美国学者罗芙芸（英語：Ruth Rogaski）指出，清朝第一个市级卫生局于1902年在天津成立，反映出日本（以及德国）在卫生现代化方面的模式对中国的影响。从卫生管理的角度来看，日租界可能是天津地区卫生监督最为全面的区域之一:284。

### 侨民生活

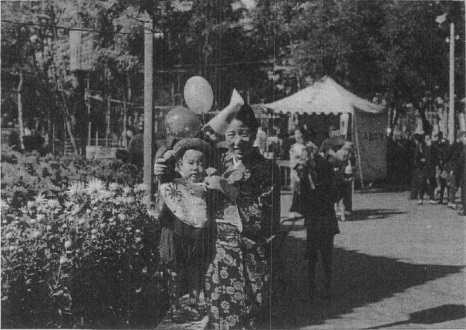
日本侨民在天津日租界的大和公园内游玩

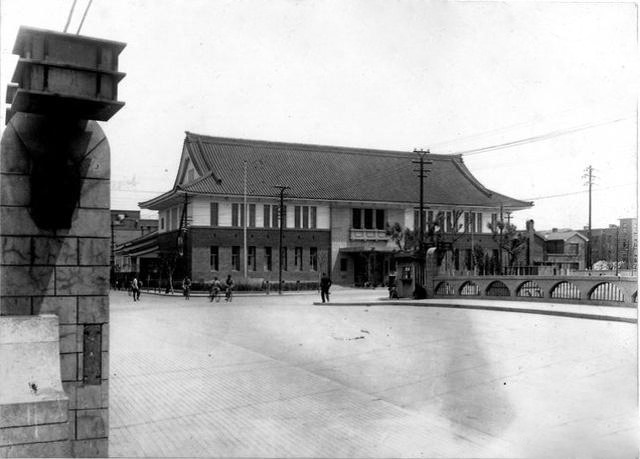
天津日租界武德殿旧照

天津租界中外国家庭雇佣中国佣人的现象普遍存在，天津日租界的侨民亦不例外。曾在天津担任小学校教师的松本正雄回忆道：“当时老师的家中几乎都雇佣中国少年和妇人”。在天津度过童年的近藤久义也在回忆录中写道：“（中国）伙计一家三代都在我家工作”。
在天津日租界开辟初期，日本侨民常穿和服与木屐，引来西方人及中国市民的嘲讽与非议，也引起了日本驻天津总领事馆的不满。为规范侨民形象，1909年，日本领事馆发布《领事馆令》，规定凡外出穿着不体面者，将被处以拘留或罚款，并建议男性在正式场合穿西服，女性则穿西方或中国服饰。1917年，领事馆再次发布告示，禁止日本侨民在道路及公共场所穿着裸露脚踝的服装，女性必须穿袜遮盖脚踝，违者将面临处罚。此后，领事馆对外出着装的限制不断加强，包括禁止在公共场所穿木屐和和服等传统服饰。受此影响，天津日本侨民在公共活动中普遍改穿西装，仅在庆祝日本重大节日时才穿和服。上述政策推动了天津日租界西装产业的迅速发展。
1941年，日本武德会天津支部兴建武德殿，作为日本驻军及日本侨民习武、健身的场所:351。

## 研究与建筑遗存

### 学术研究

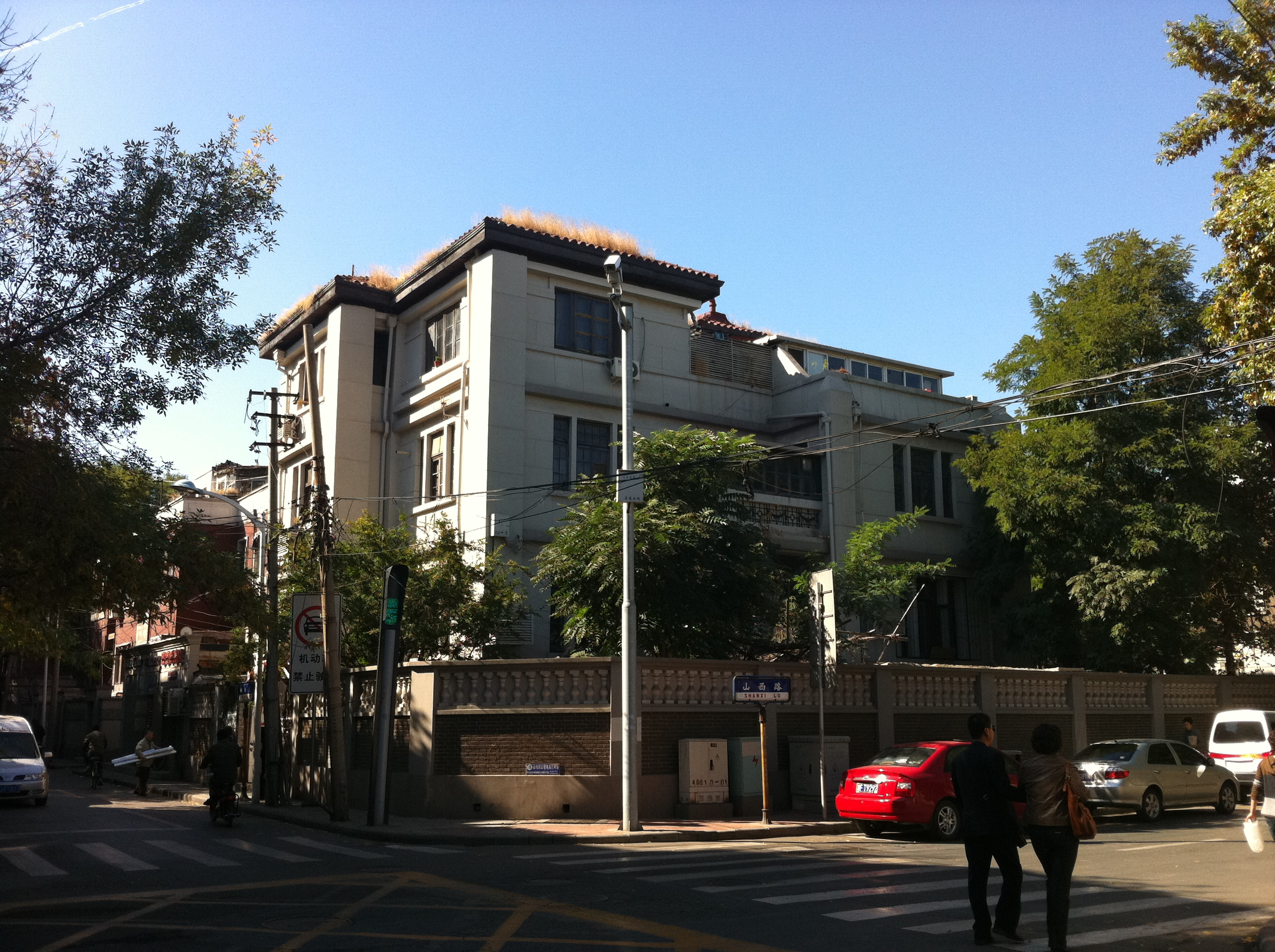
日租界内曹汝霖故居

关于日本在华租界的研究，主要围绕其设立、扩张及中国收回租界的历程展开，并与日本对华侵略的进程密切相关，六个在华日租界中，学界最为关注的是对天津日租界的研究。在研究内容上，舆论反应、外交交涉，以及中国抵制日本侵略背景下的租界政治与法律制度、相关侵华事件和社会问题，均成为学界关注的重点。
天津社会科学院历史研究所研究员张利民认为，日本之所以能够在天津成功设立日租界，一方面在于其事先制定了详尽的划界计划，并采取了强硬且具有压迫性的外交策略，另一方面，则由于中国政府在交涉中处于被动地位，采取妥协与退让的立场。尤其是部分中国官员态度暧昧，主动让步，甚至存在欺上瞒下的行为，为日本提供了可乘之机。尽管如此，天津日租界的设立过程仍历时两年，期间经历了两轮正式谈判，方才最终敲定。

### 建筑遗存

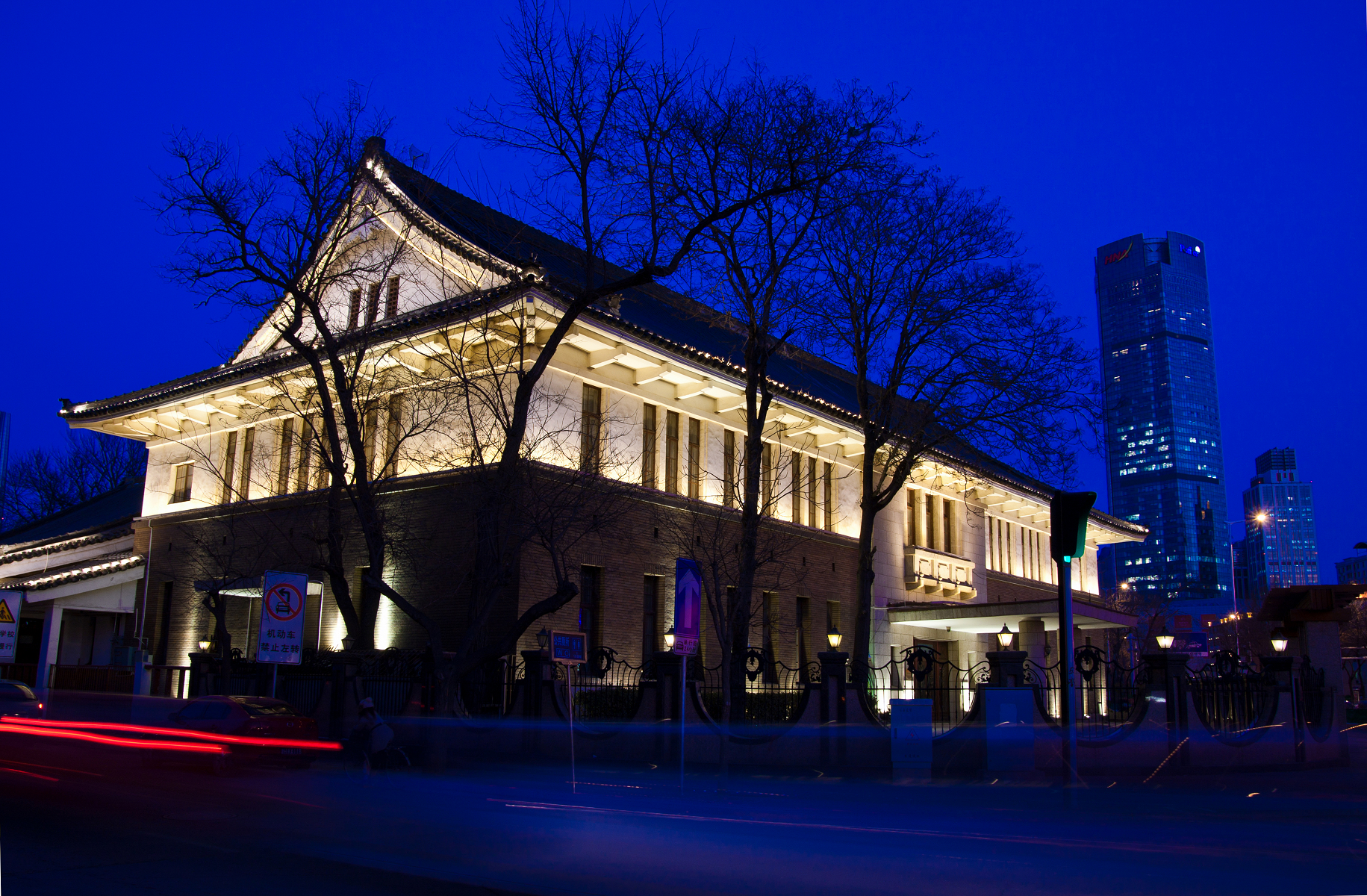
武德殿夜景

1949年以后，原天津日租界的部分房产转为公有，不仅有政府机关和国有企业入驻作为办公用途，普通居民也通过分配进入原租界建筑居住。原天津日租界历史街区位于城市中心地带，保留有6处重点保护及特殊保护风貌建筑，具有较高的历史价值及城市记忆。
受日本近代城市规划理念影响，该街区整体街巷格局呈现“窄街巷、密路网”特征，街道尺度紧凑，空间布局严谨。街区内现存建筑多为日租界时期建设的二至三层里弄住宅，以及1949年以后建成、现已老化的四至五层民居。狭窄街道与老旧建筑相结合，形成独特的市井空间氛围。

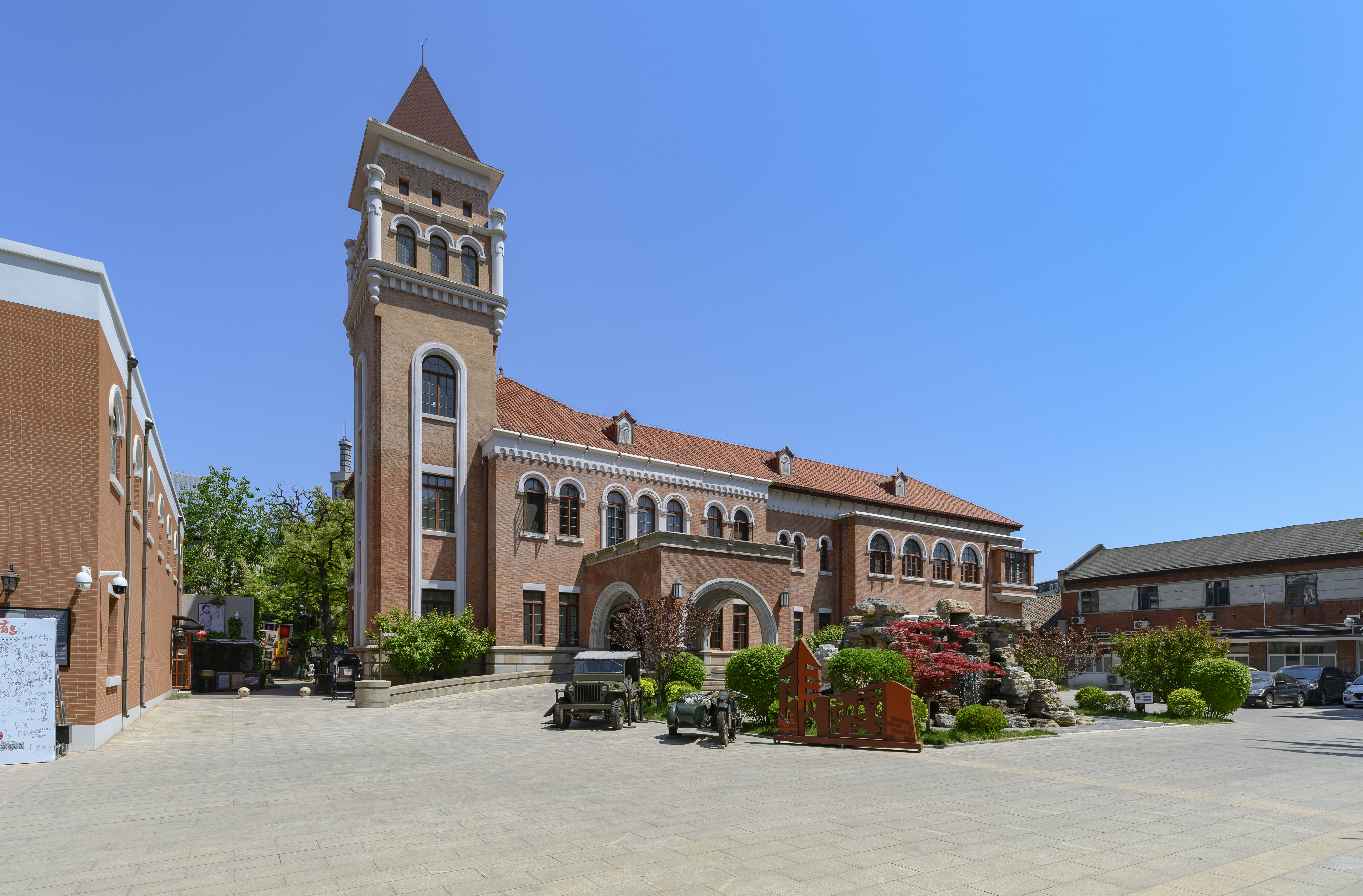
天津张园

尽管该区域位于市中心，但长期未受到充分重视，街区呈现衰落态势。近年来，随着周边现代商业迅速发展及地价持续上升，部分街区已被大型商业、办公及住宅开发项目替代，原有街道肌理及历史空间结构受到破坏。街区内建筑风貌复杂多样，涵盖日式建筑、民国时期建筑、西式建筑及建国初期代表性建筑等，整体质量参差不齐。大量历史建筑因年久失修而存在结构损坏、建筑材料剥落等安全隐患，部分院落还存在私搭乱建问题。

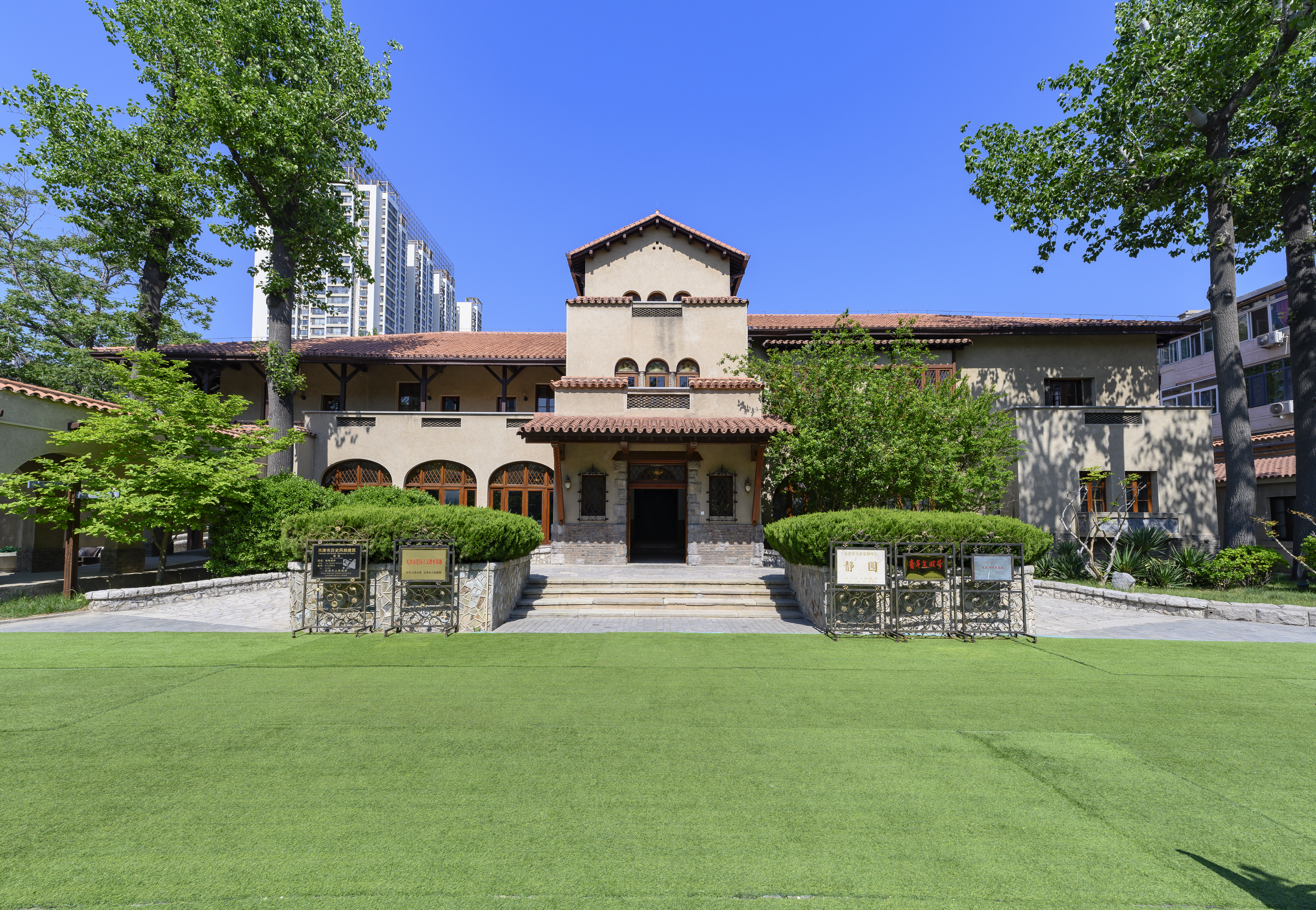
静园

2011年，天津市首批公布了解放北路等13个历史文化街区保护规划，原天津日租界区域被纳入鞍山道历史文化街区保护范围。
目前，仅有少数标志性建筑，如原武德殿、静园、张园、汇文中学、段祺瑞故居等获得重点保护，其余历史风貌建筑缺乏系统性保护。这一区域内的部分建筑虽经外立面整修，但施工过程中未充分尊重区域历史文脉与风貌特征，常以统一涂料进行简单粉饰，导致原有建筑风貌受损甚至难以恢复，造成严重的文化遗产流失。此外，街区中仍有大量具有历史价值的建筑处于废弃或空置状态，部分虽有产权人，但因建筑年久失修，长期无人居住。